# Bazylika Notre-Dame des Enfants
Bazylika Matki Bożej od Dzieci (fr. Basilique Notre-Dame des Enfants) – rzymskokatolickie sanktuarium maryjne, bazylika mniejsza, które znajduje się we Francji w miejscowości Châteauneuf-sur-Cher, w Regionie Centralnym-Dolinie Loary. Bazylika została wybudowana w stylu neogotyckim, w 2. połowie XIX wieku na miejscu wcześniejszego kościoła. W roku 1983 kościół, jako zabytek historyczny, został objęty ochroną prawną.

## Architektura
Bazylika Notre-Dame-des-Enfants wznosi się na ulicy Zamkowej w Châteauneuf-sur-Cher; jest w stylu neogotyckim.
Budynek ma osiemdziesiąt metrów długości i dwadzieścia jeden metrów wysokości pod zwornikiem sklepienia; jej nawa główna jest wyłożona dwoma rzędami smukłych kolumn i ma jedenaście przęseł. W przedłużeniu bazyliki znajduje się kaplica Notre-Dame des Enfants. Sama bazylika jest wpisana na listę zabytków historycznych od 1983 roku. 

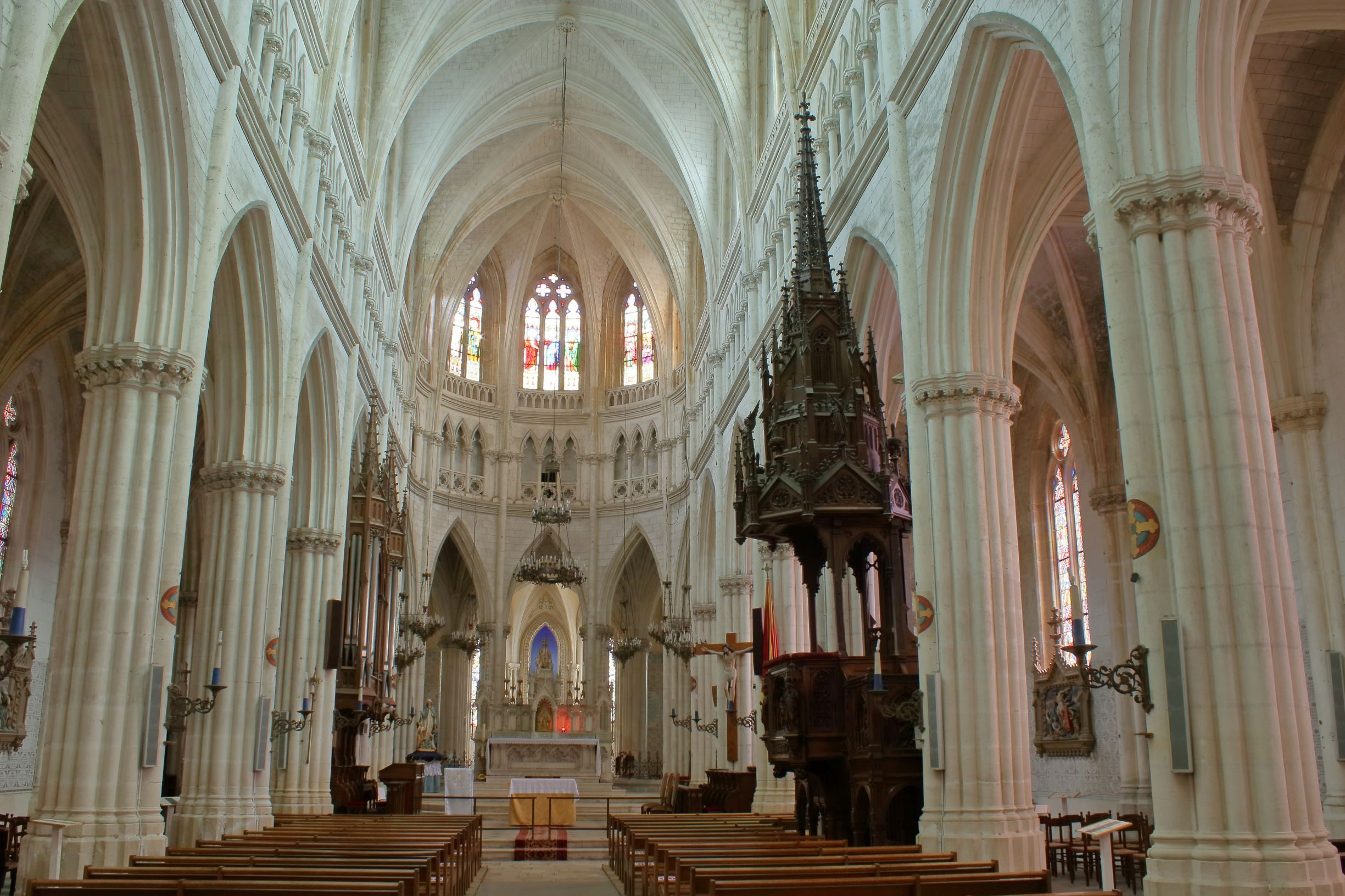
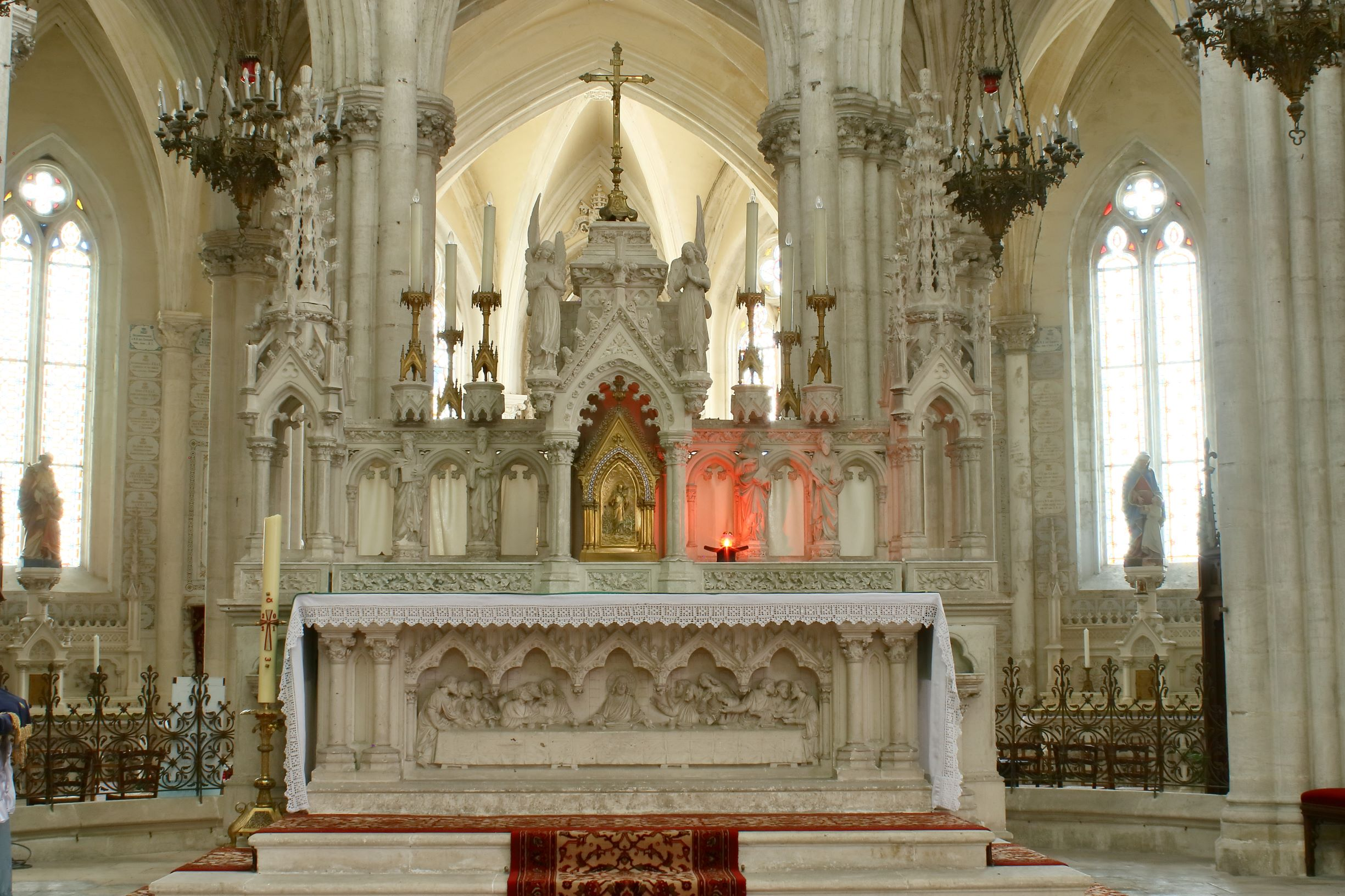
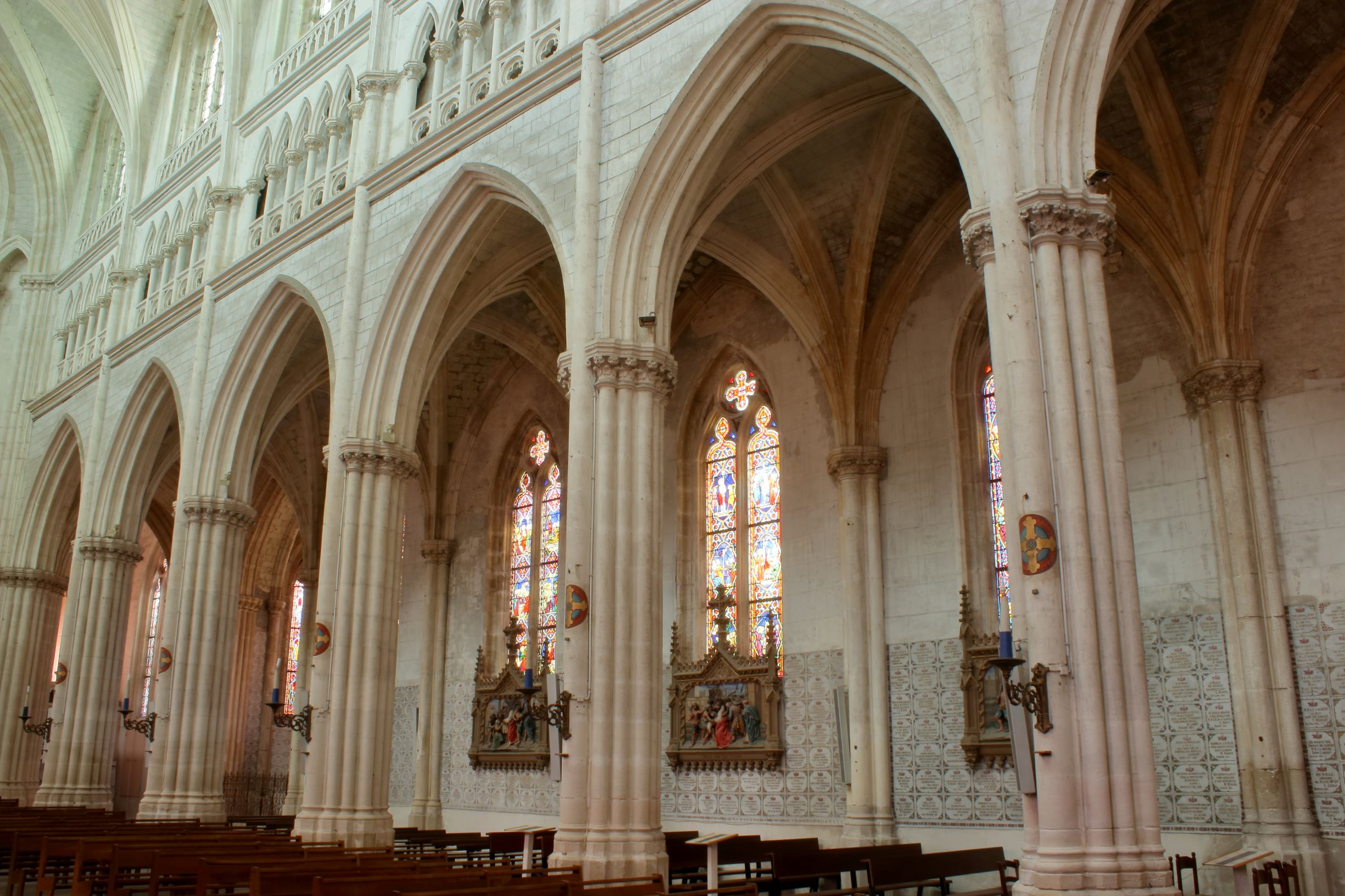
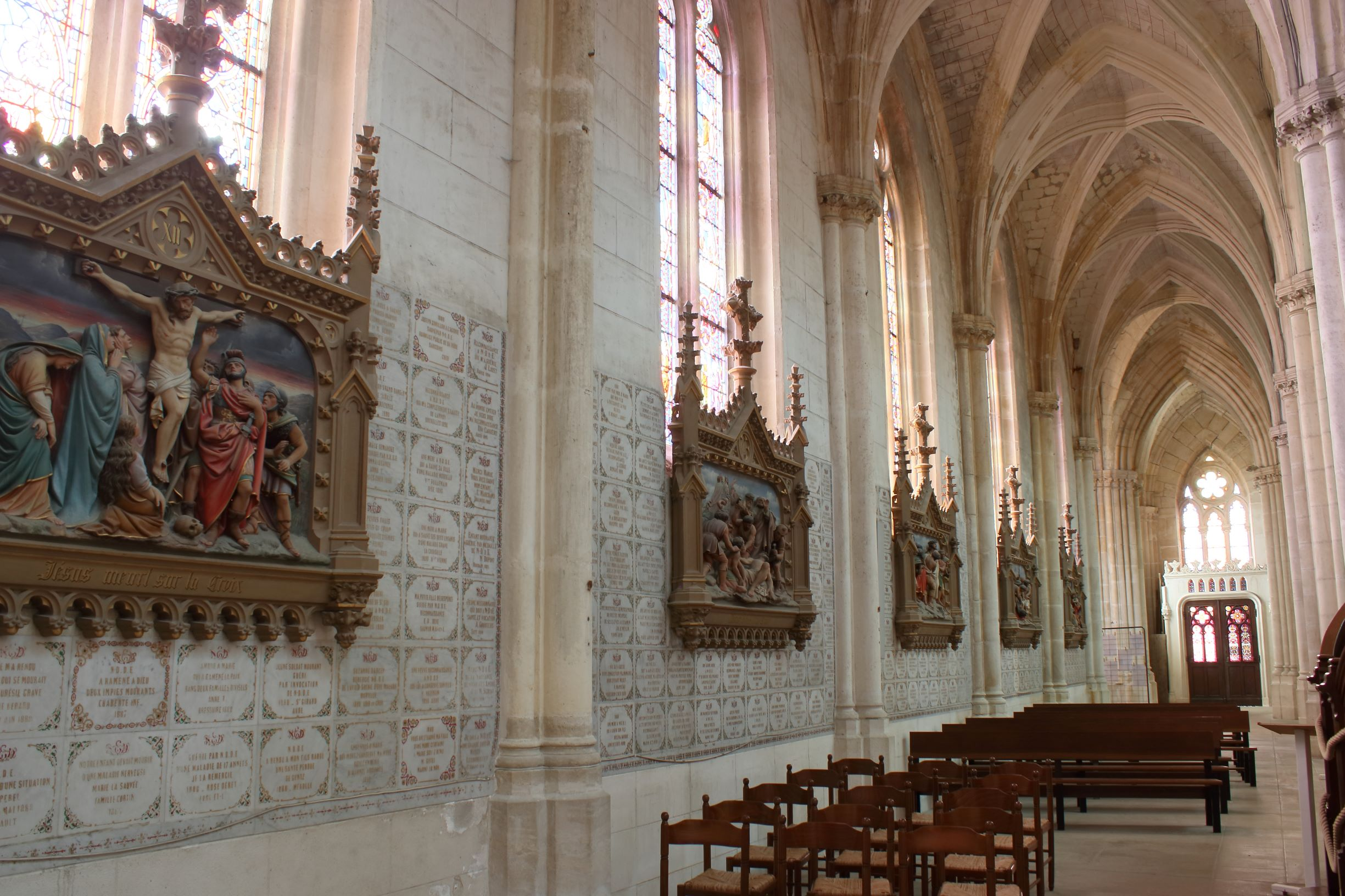

### Rzeźby portalowe
Wincenty a Paulo, Jan Chrzciciel de la Salle, Antoni Padewski, Jakub Większy Apostoł, Alojzy Gonzaga, Germana Cousin, Osmund (biskup), Wawrzyniec z Rzymu, Symforian z Autun, Ludwik IX Święty, Jan Berchmans, Teresa z Ávili, Stanisław Kostka, Błażej z Sebasty.

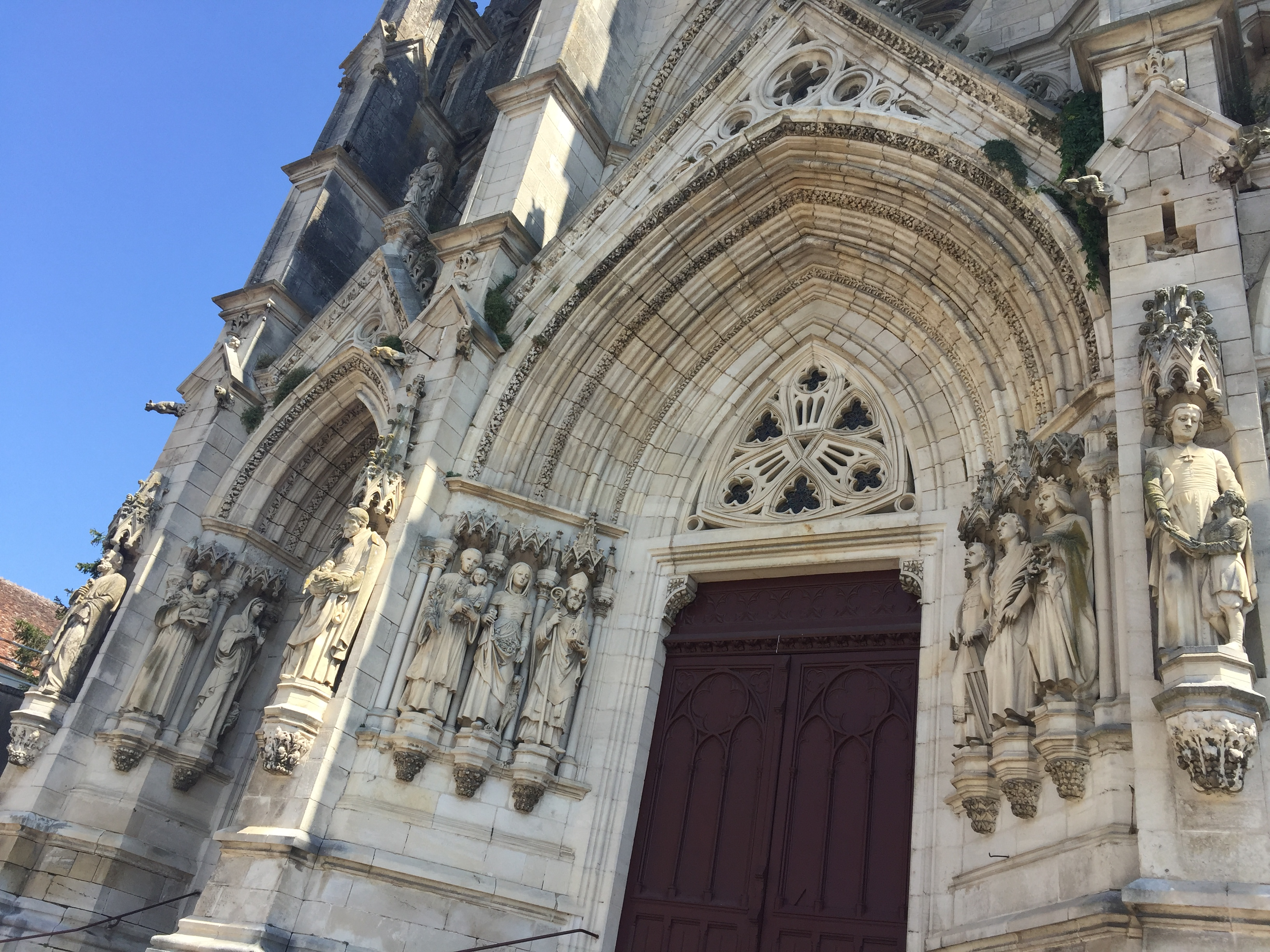
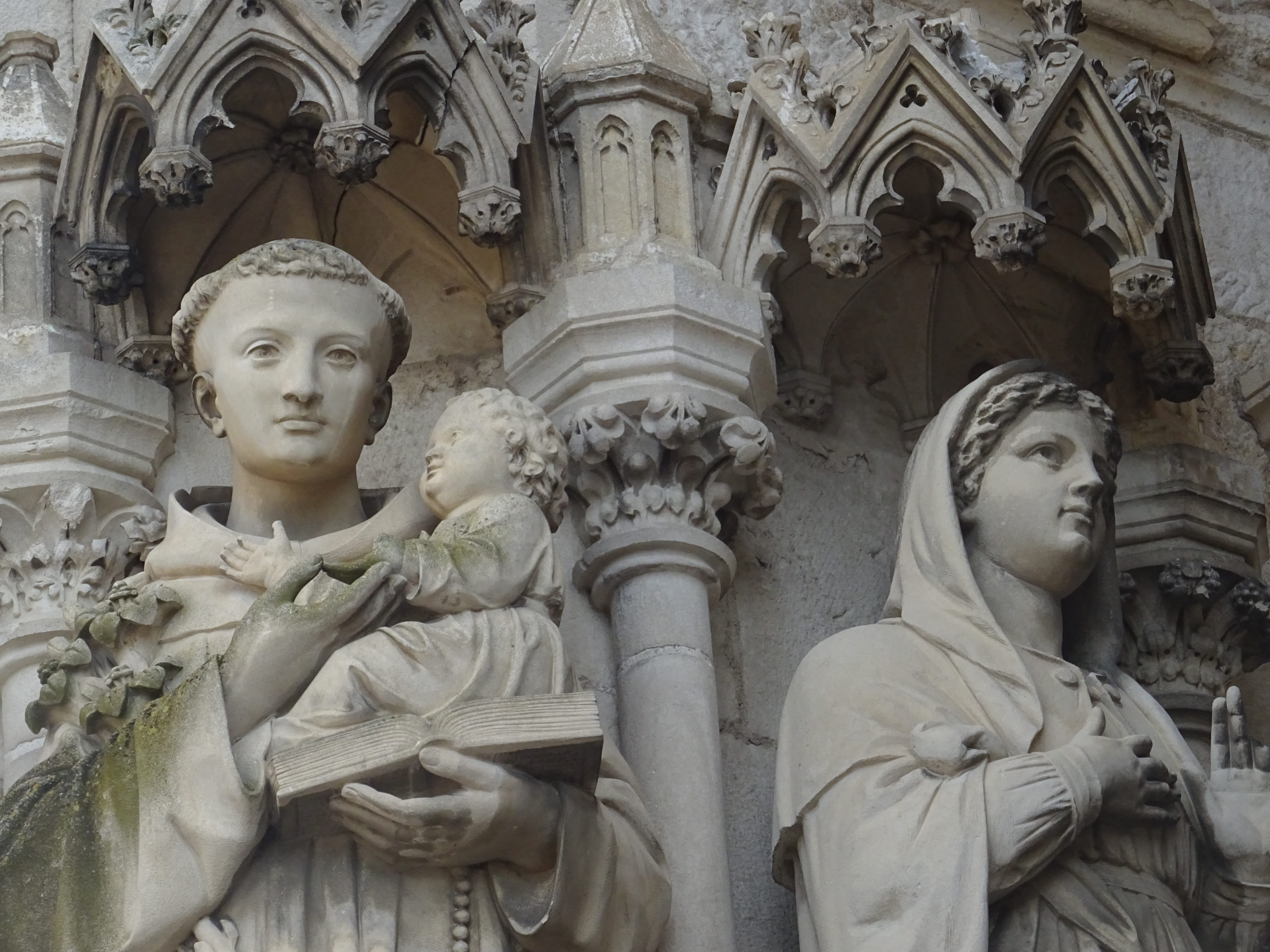
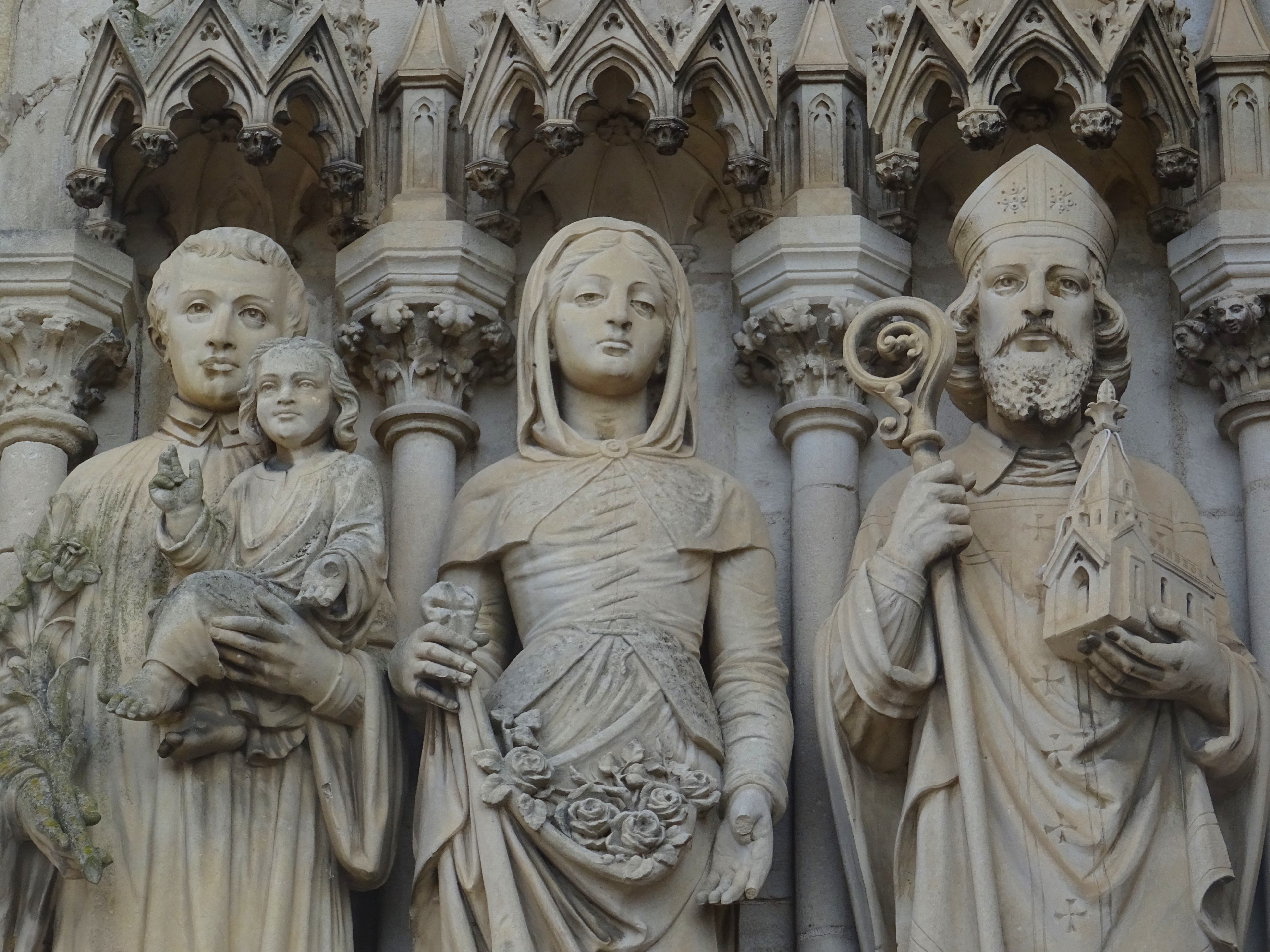
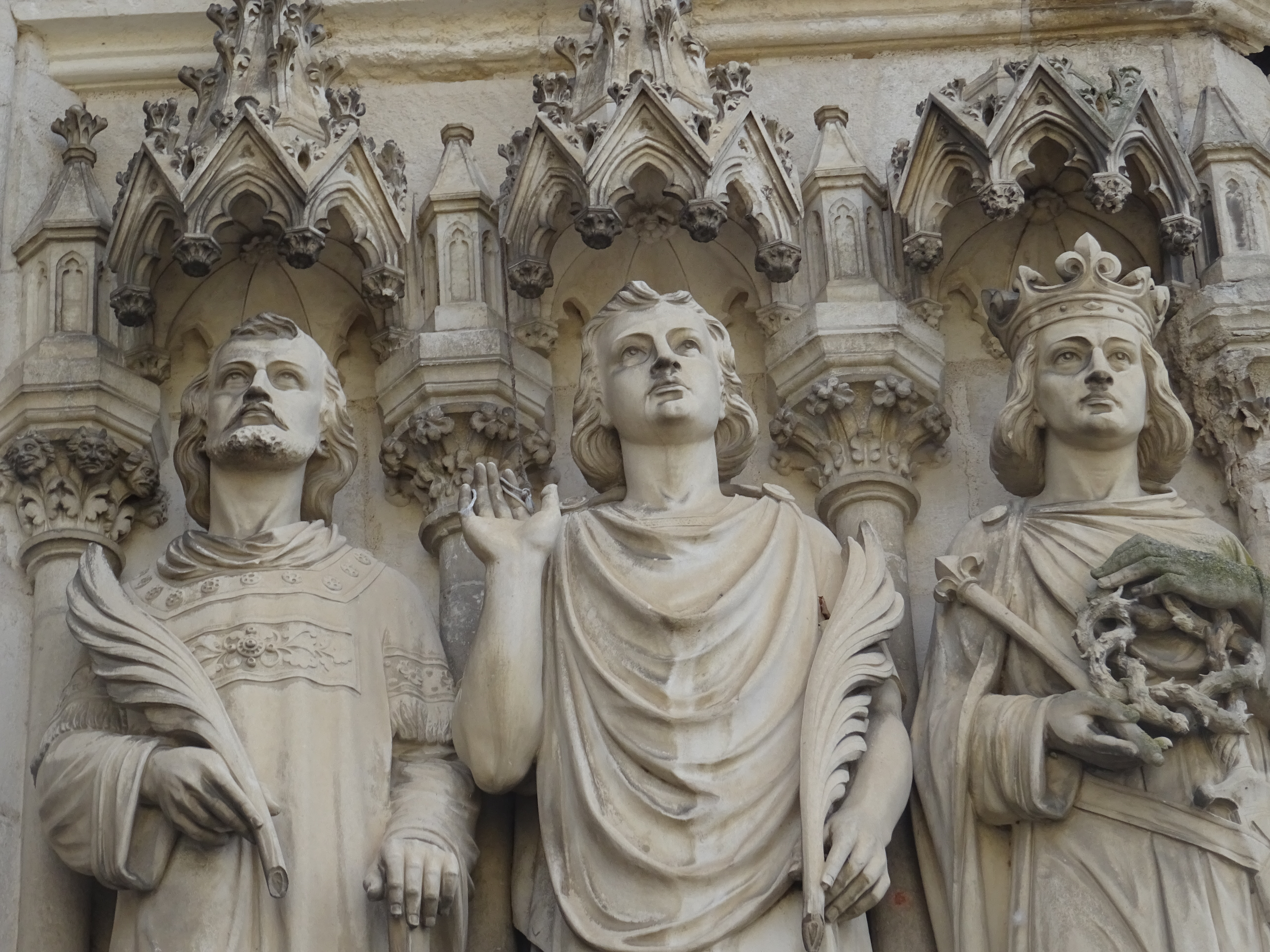

### Kaplica Najświętszego Serca
W kaplicy pod wezwaniem Najświętszego Serca Jezusowego znajduje się figura św.

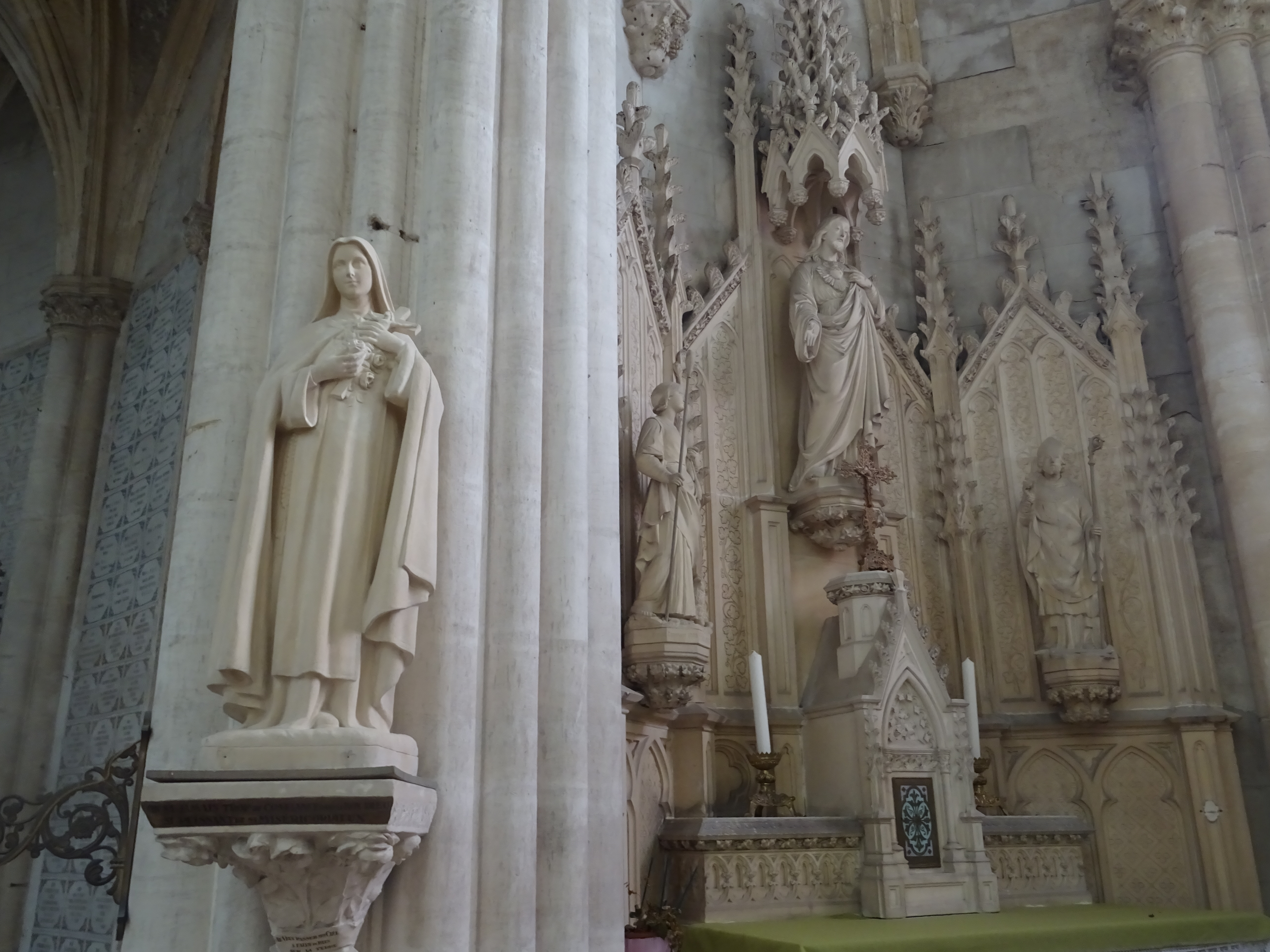
Kaplica pod wezwaniem Najświętszego Serca Jezusowego
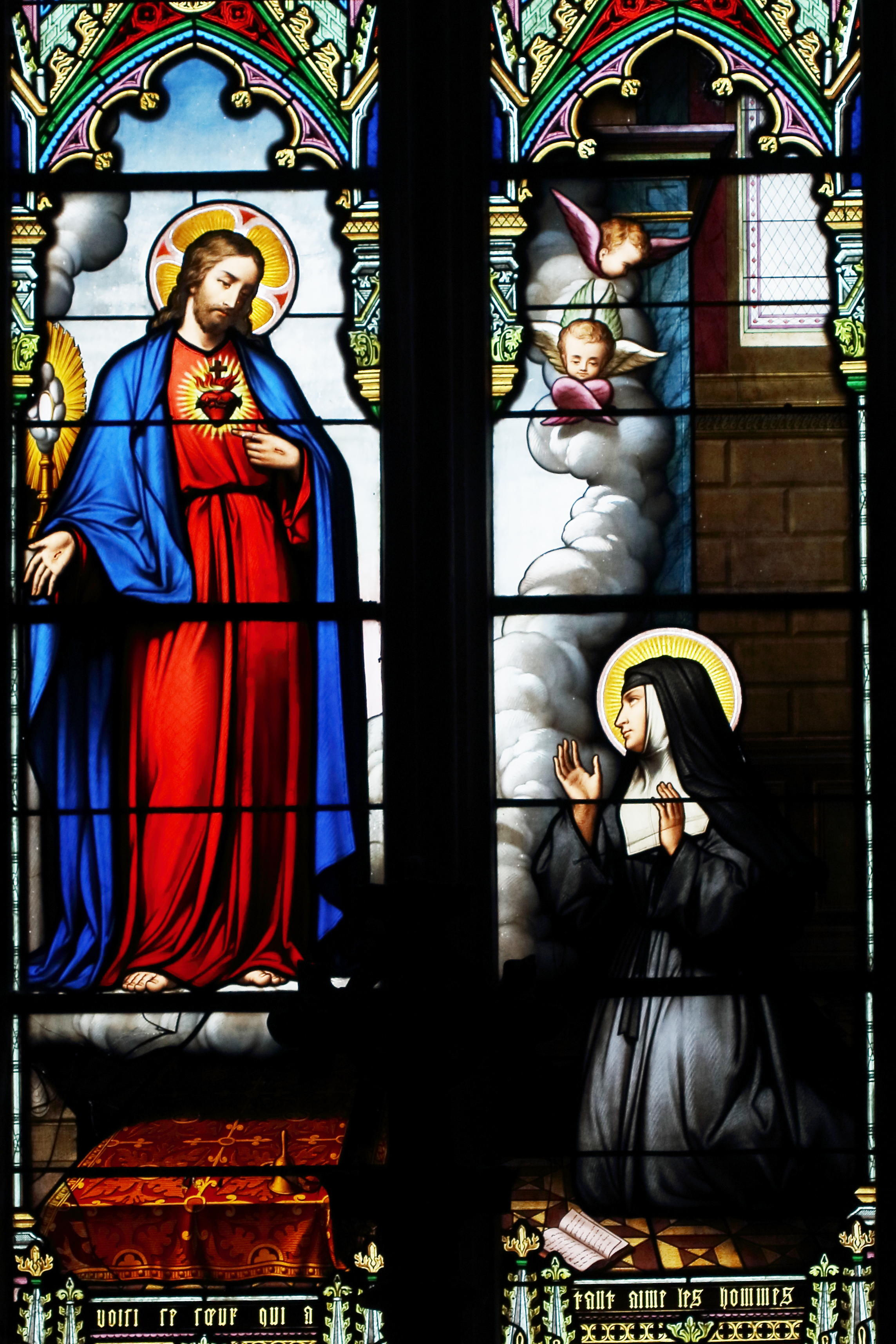
Witraż Najświętszego Serca Jezusowego
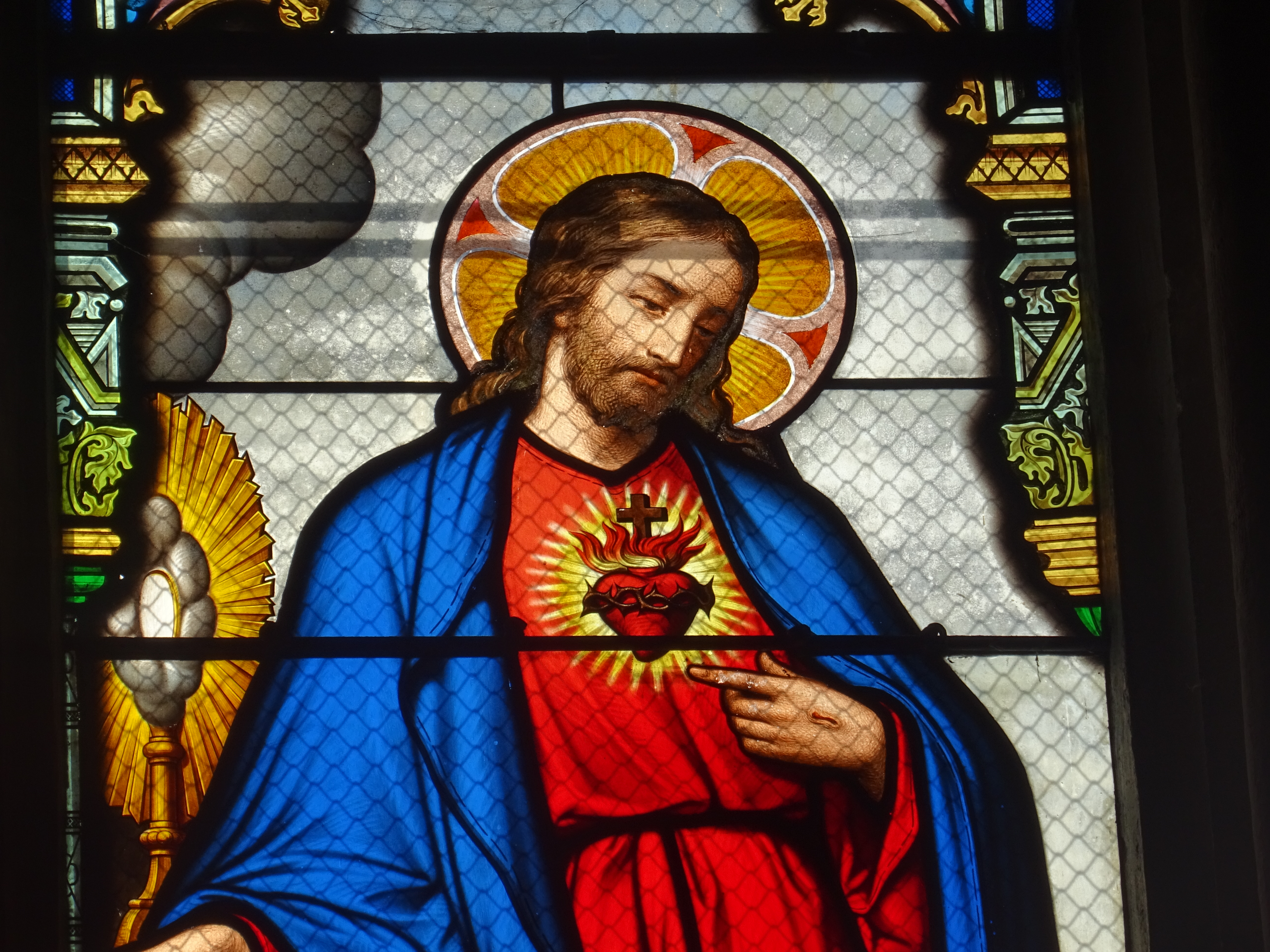
Witraż Najświętszego Serca Jezusowego (fragment)

### Kaplica Dobrej Śmierci

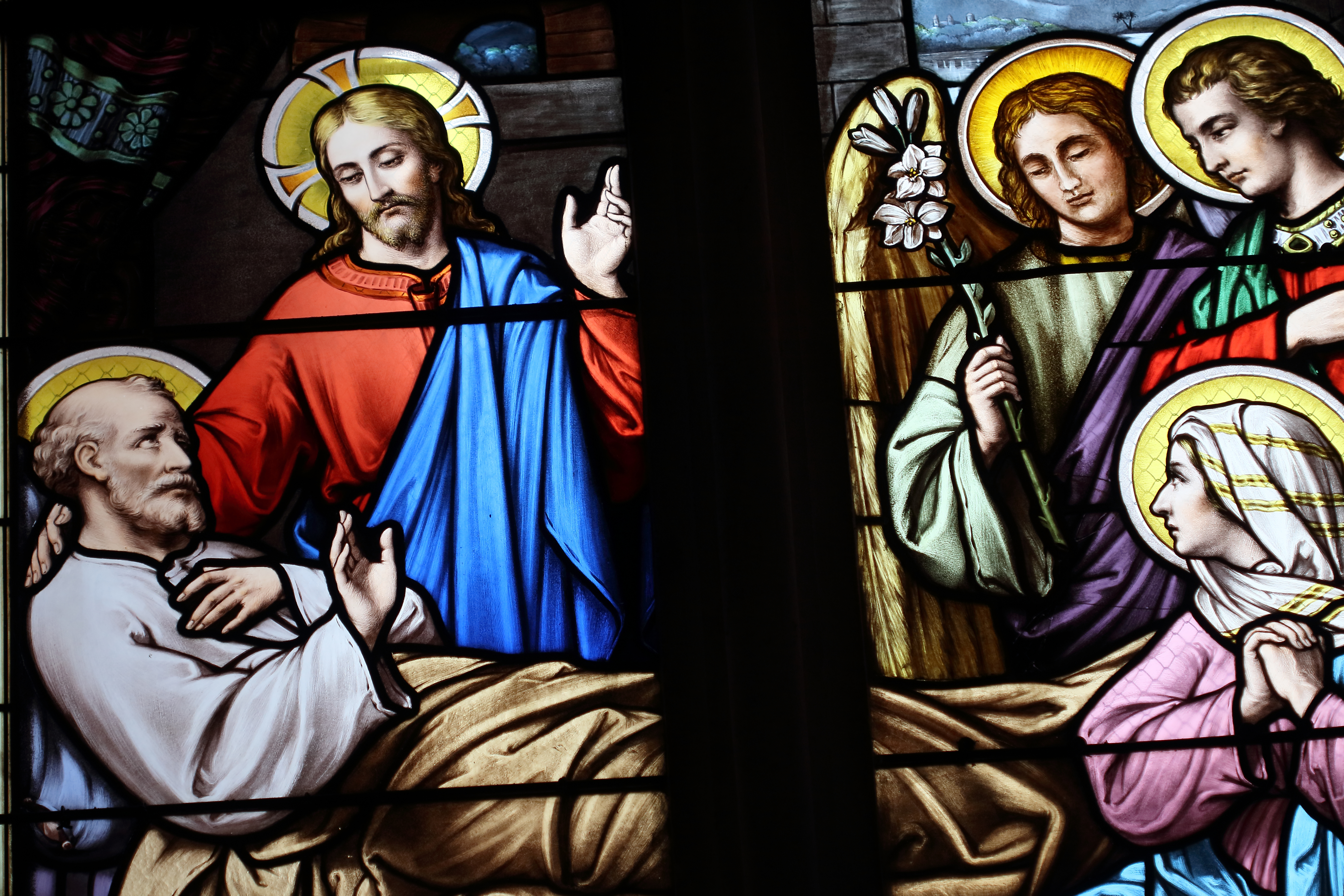
Józef z Nazaretu
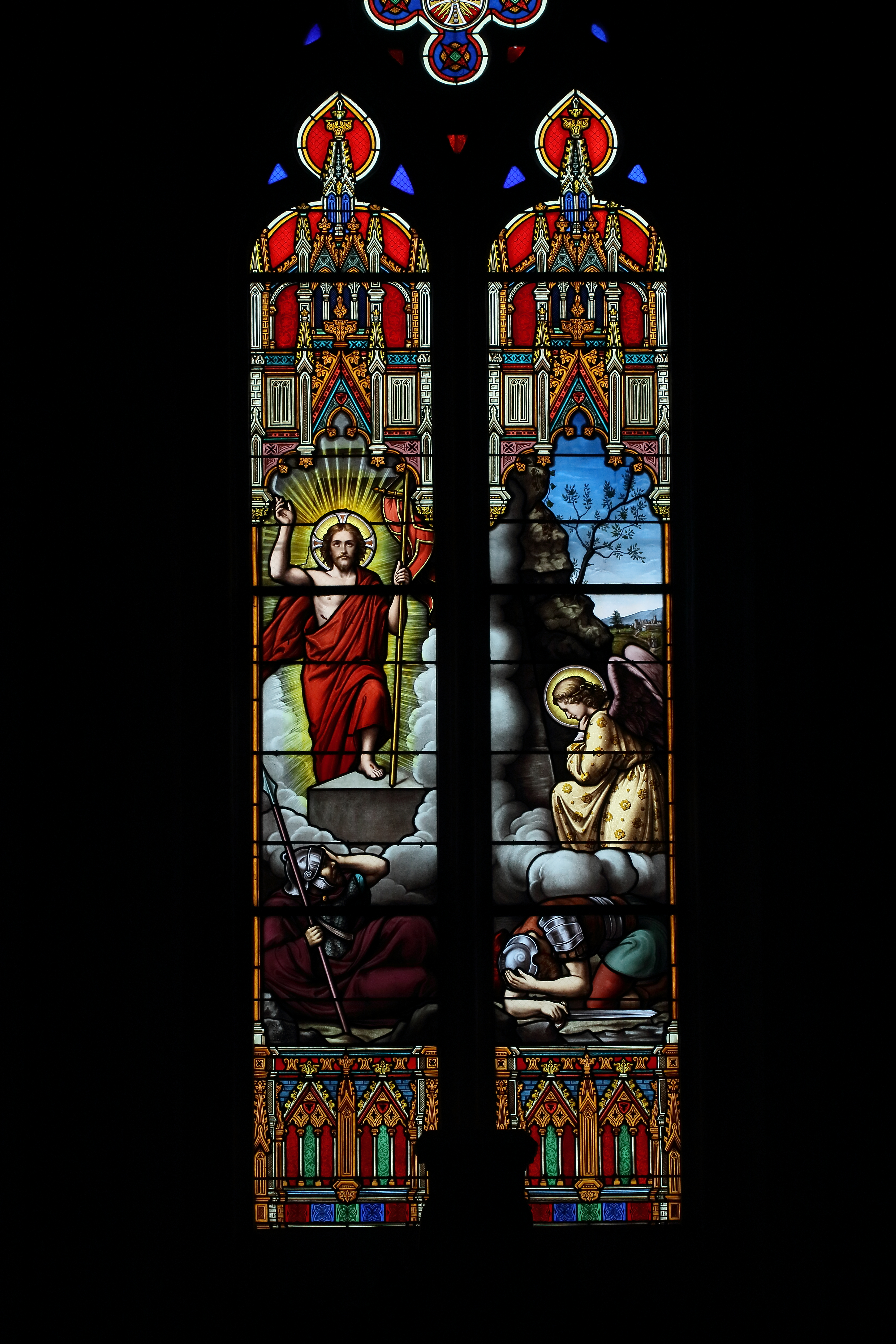
Zmartwychwstanie Jezusa
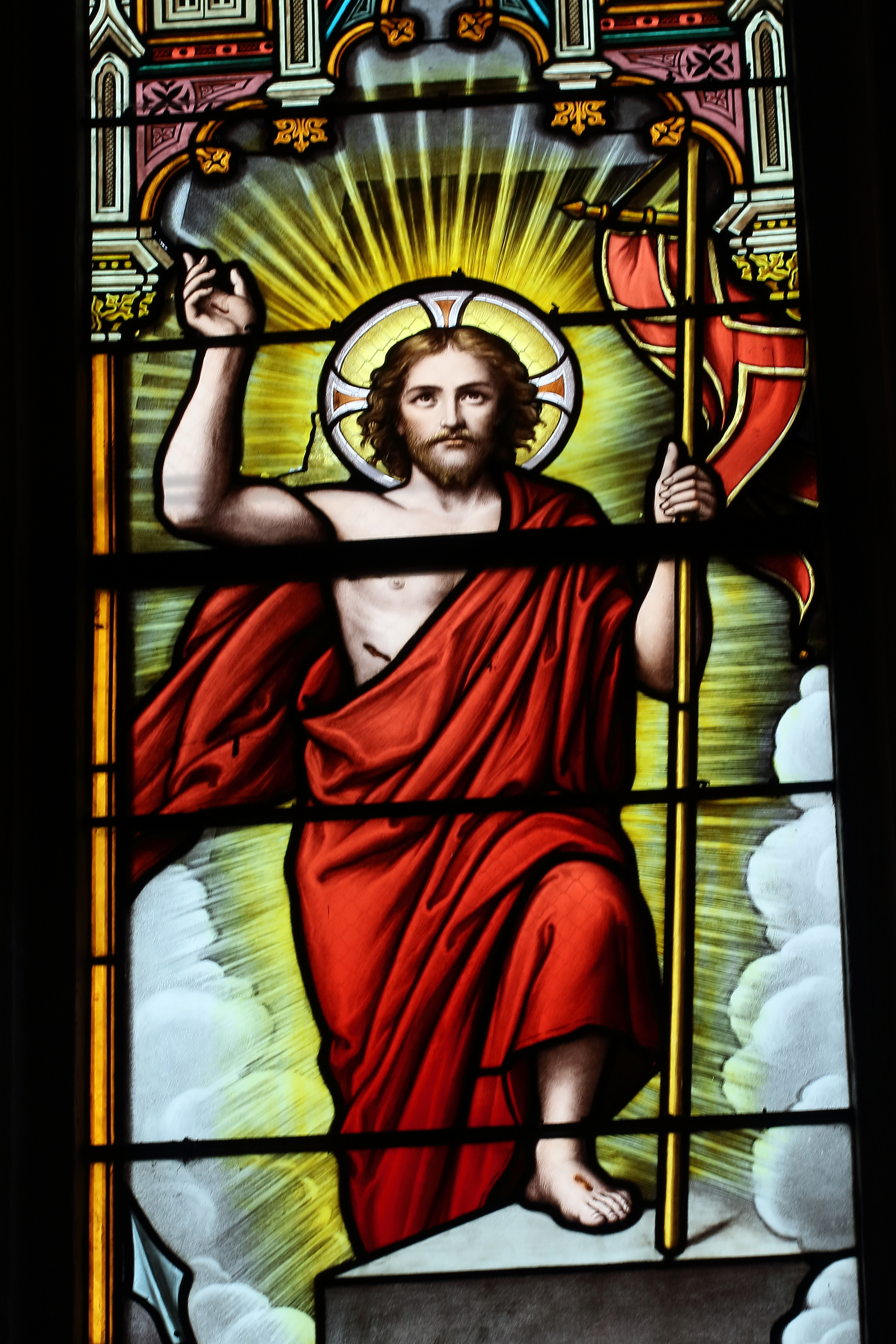
Jezus zmartwychwstały
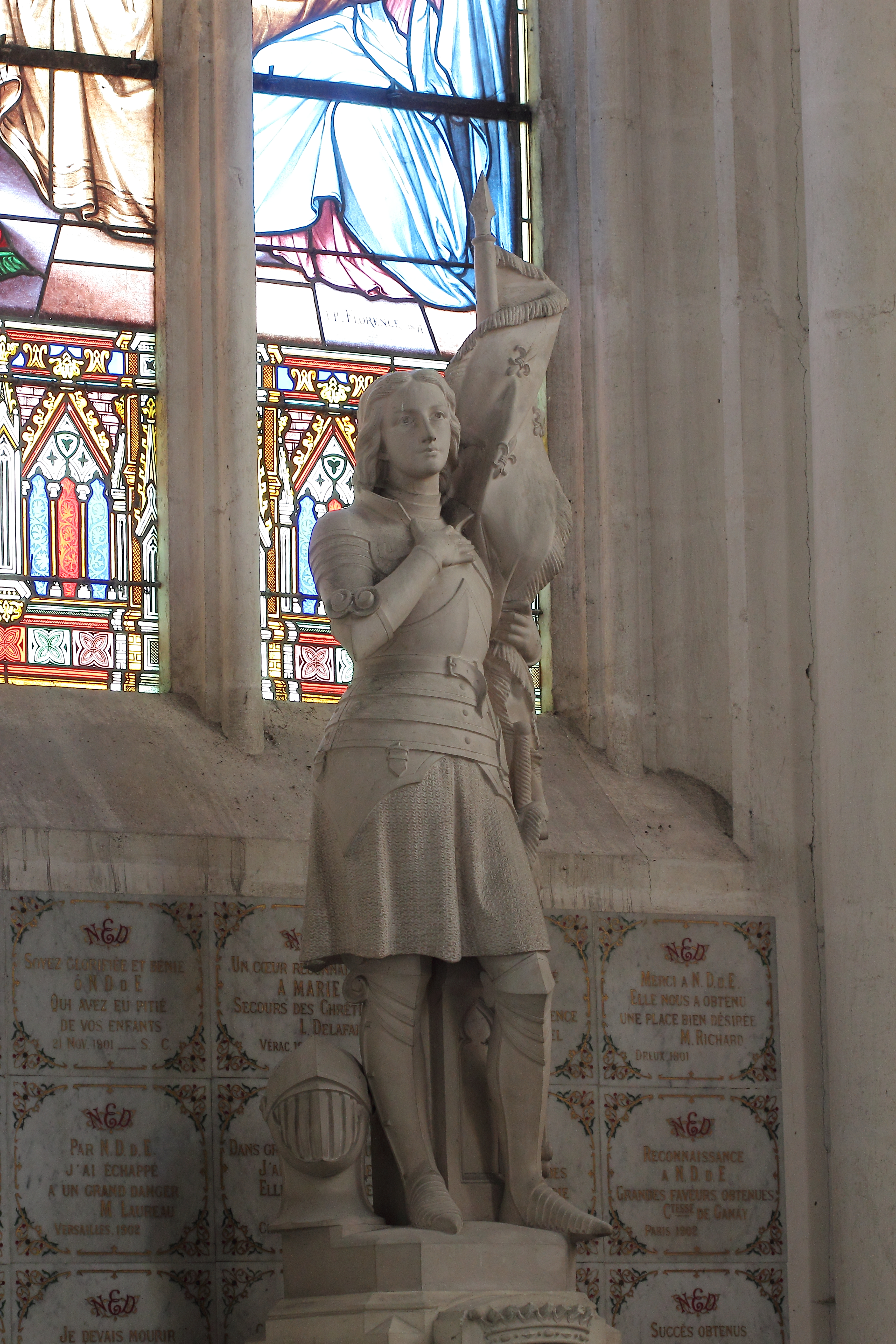
Joanna d’Arc

### Witraże
Witraże zostały wykonane przez pracownię Lucien-Léopolda Lobina 

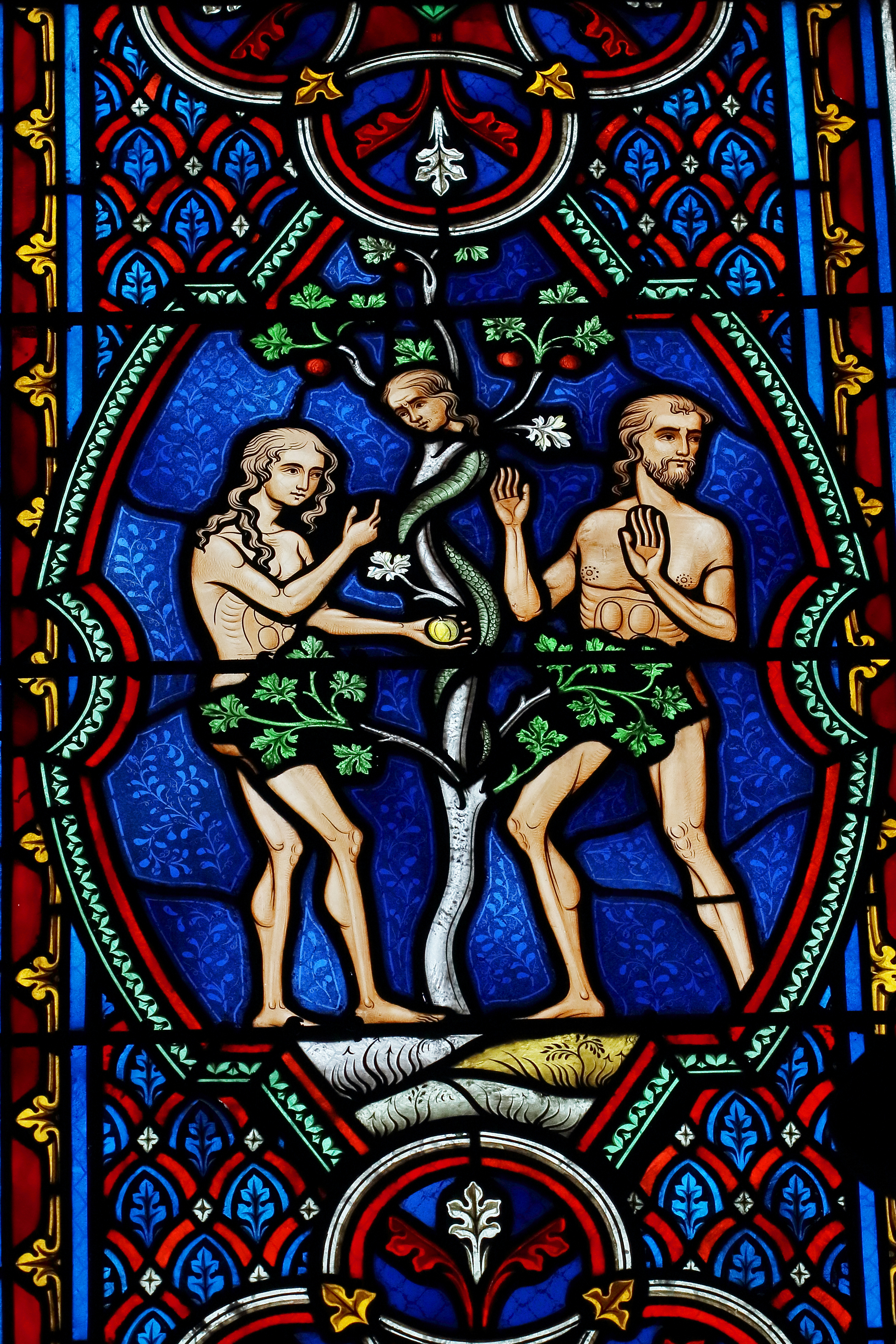
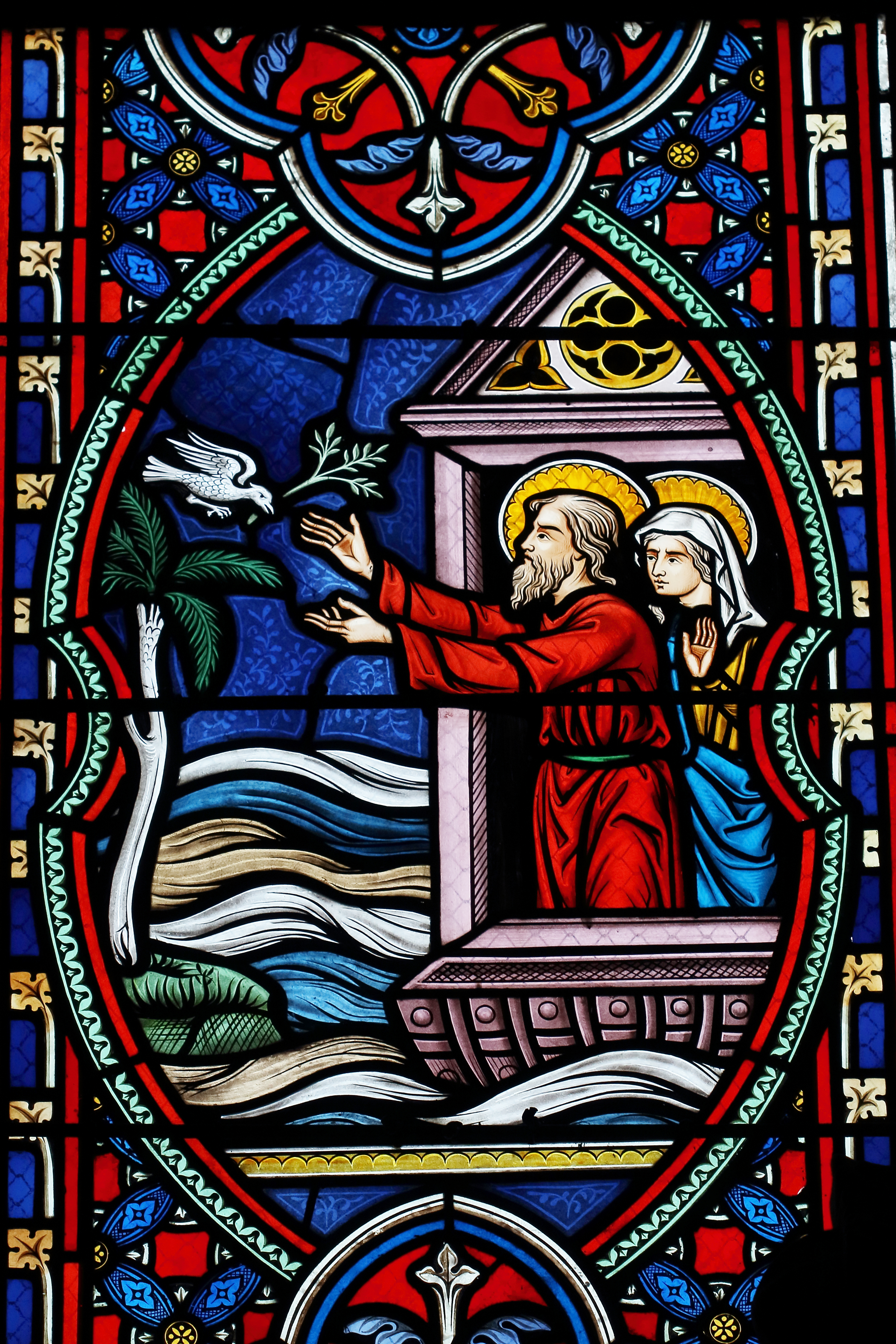
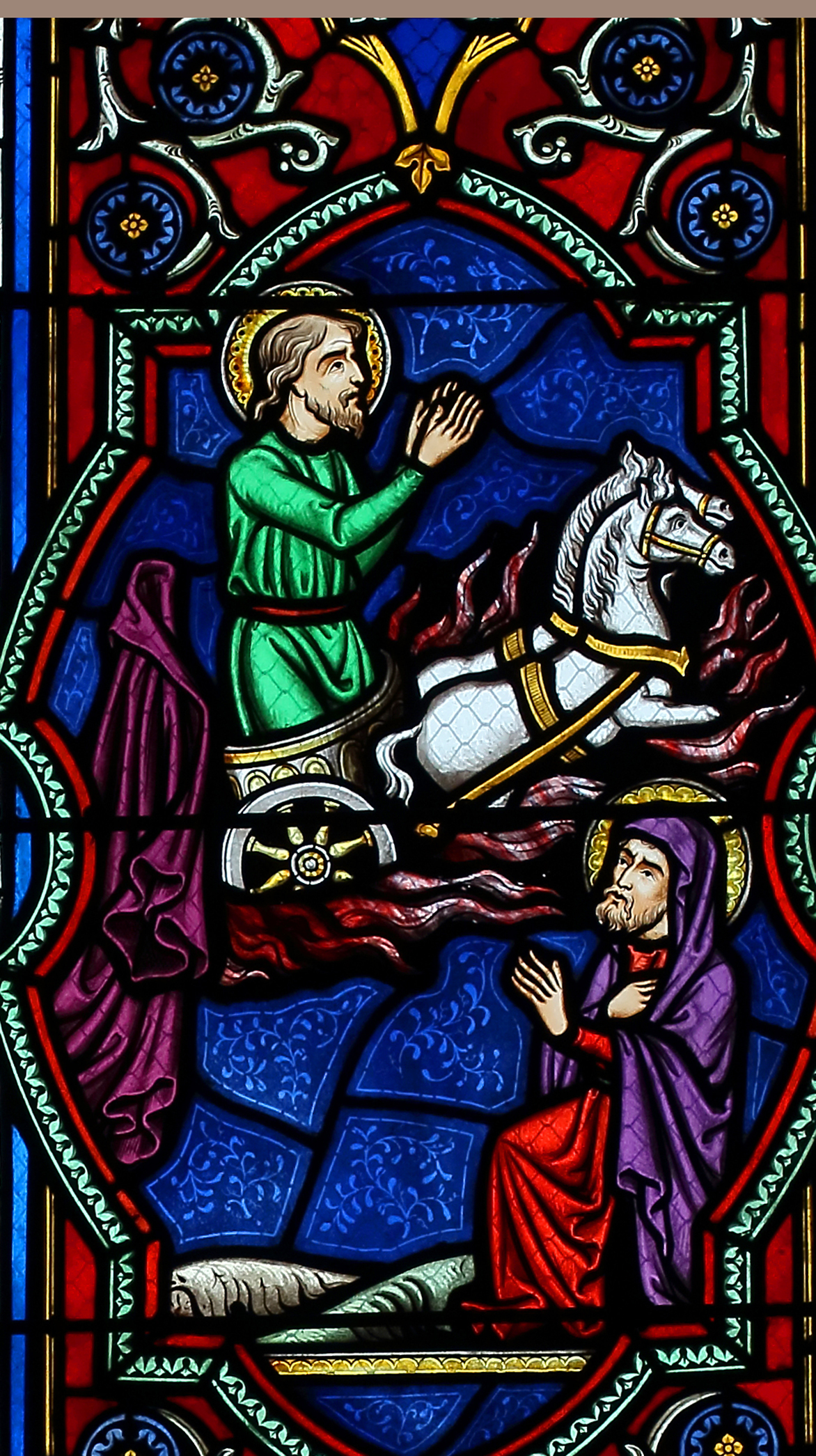
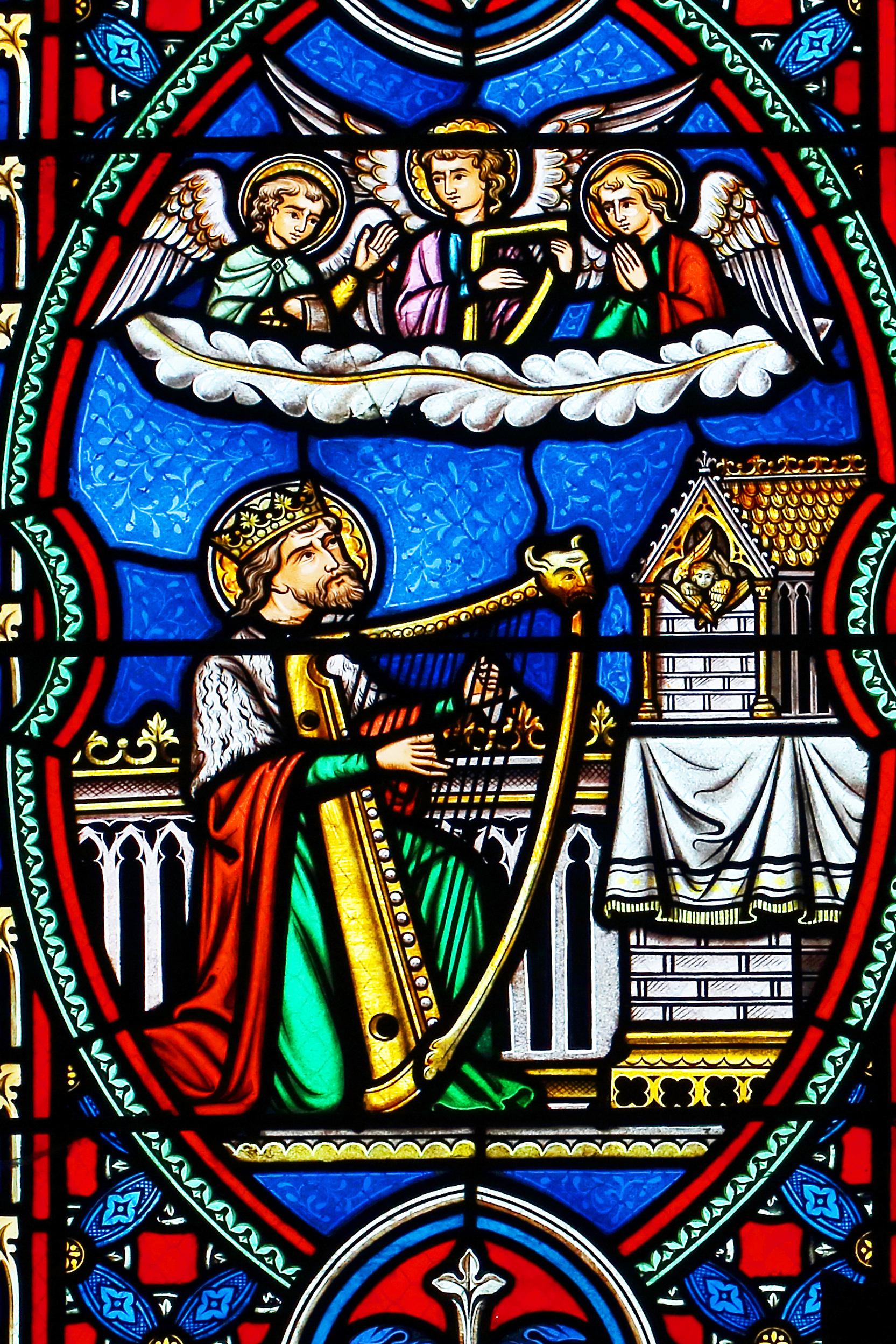
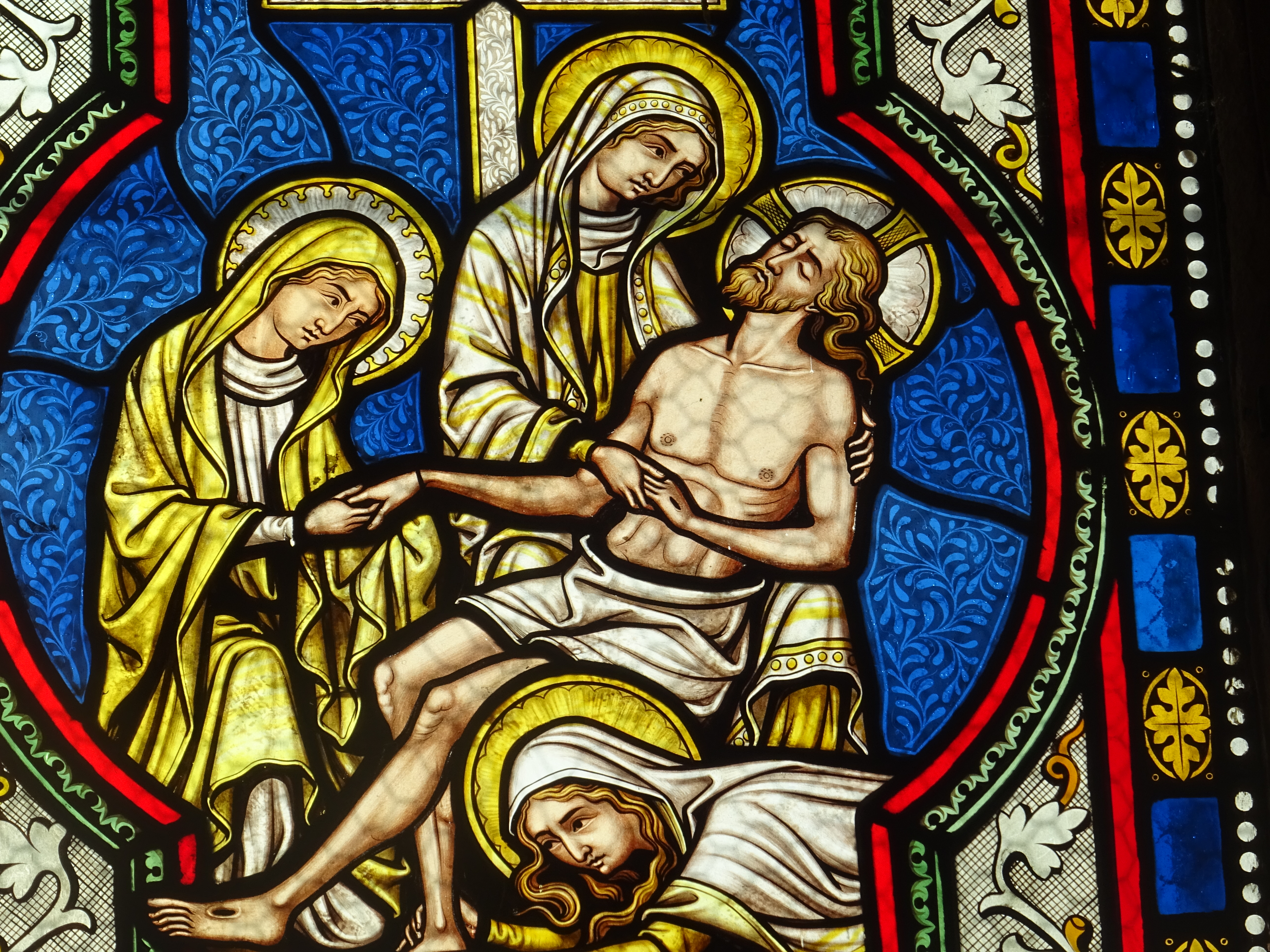
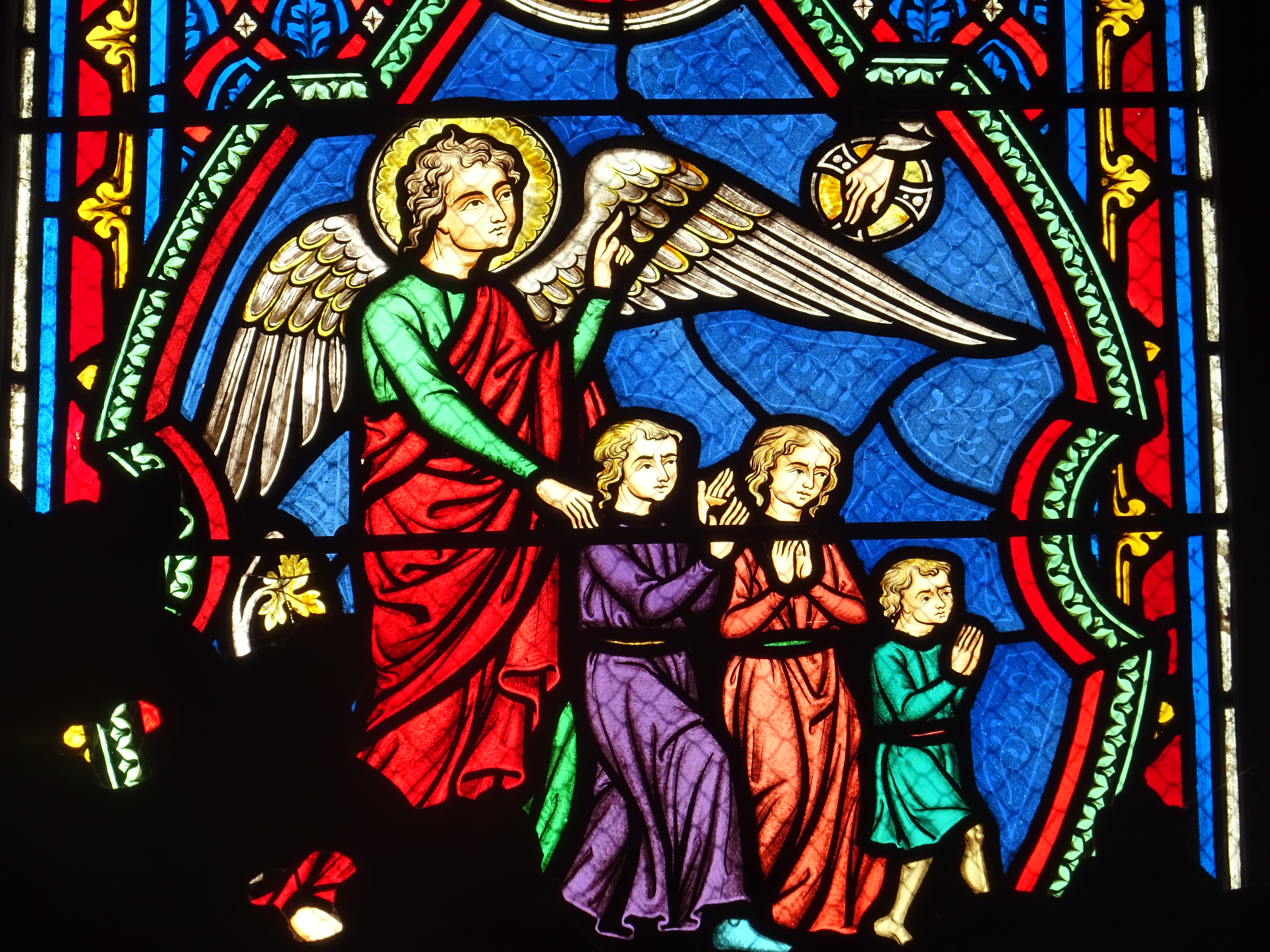

w Tours.

### Ambona
Ambona jest dziełem pracowni Charlesa Buisine-Rigota z Lille. Na przednim panelu przedstawiono rozesłanie Apostołów wychodzących na ewangelizację narodów. Po bokach są czterej ewangeliści, św. Jan z orłem, św. Marek i jego lew, św. Łukasz i jego wół, św. Mateusz z człowiekiem oraz św. Piotr i św. Paweł. Płyta rezonansowa zwieńczona jest czterema aniołami Sądu Ostatecznego, grającymi na trąbkach. Z tych pracowni pochodzą również stalle i prospekt organowy. 

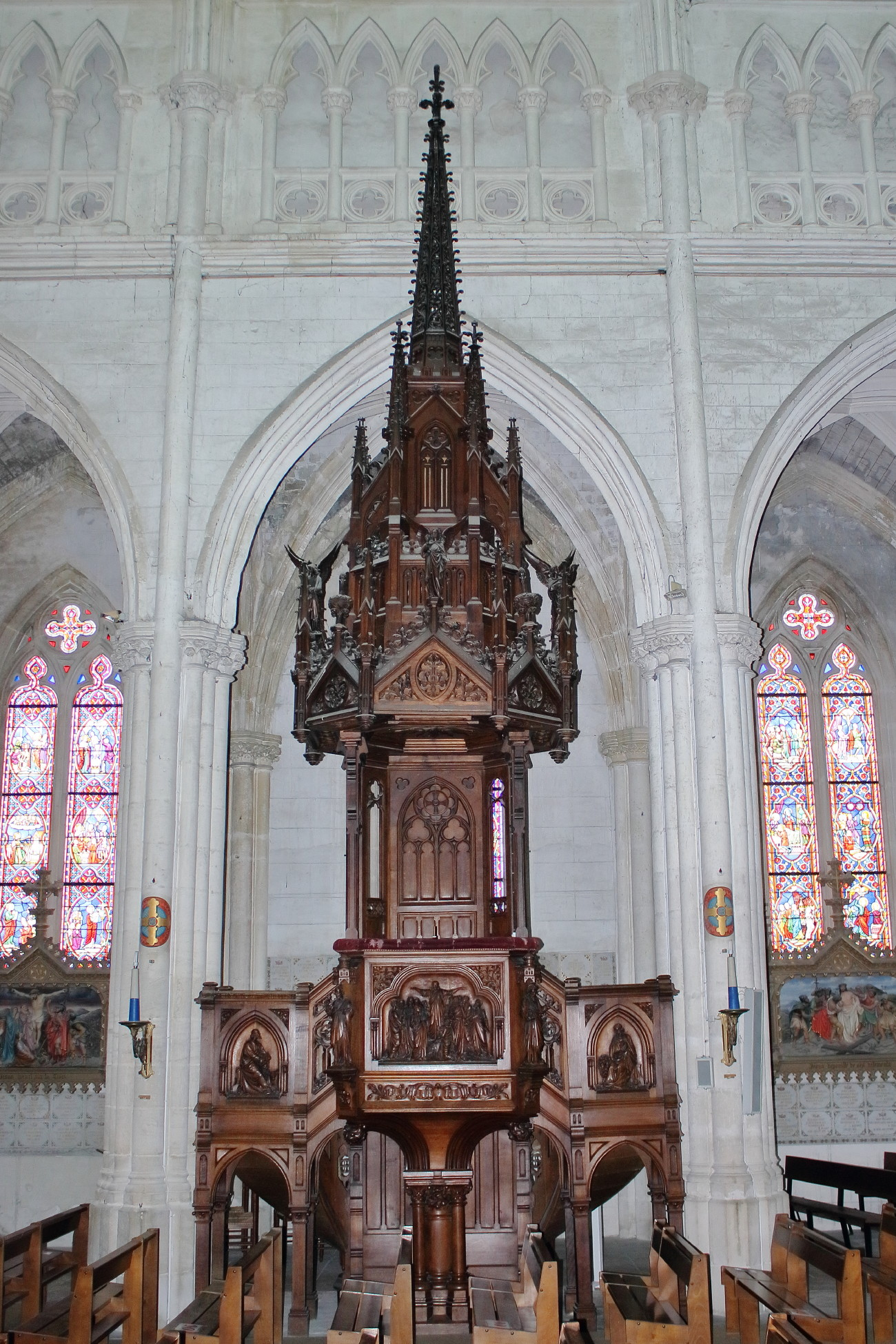
Ambona
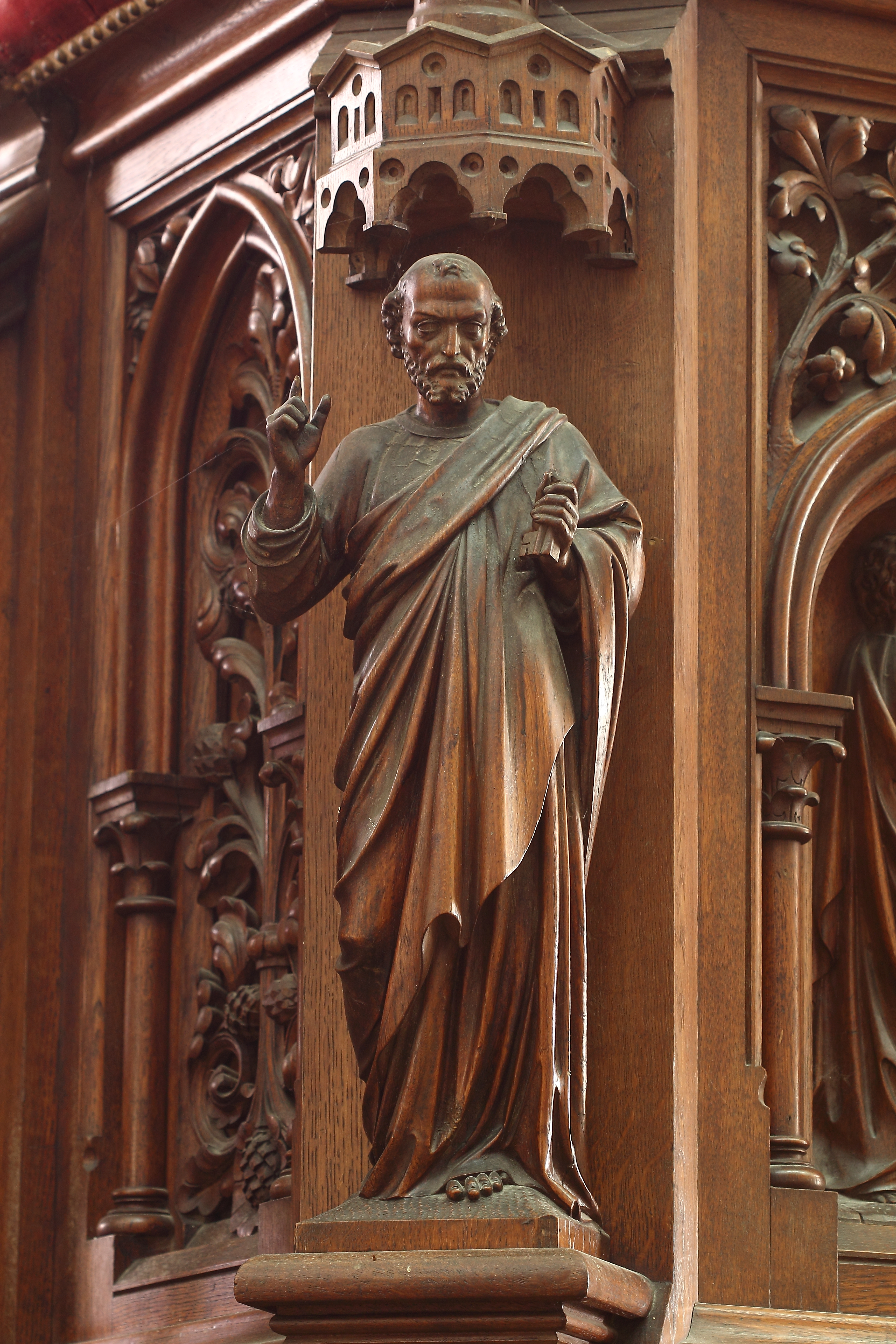
Piotr Apostoł
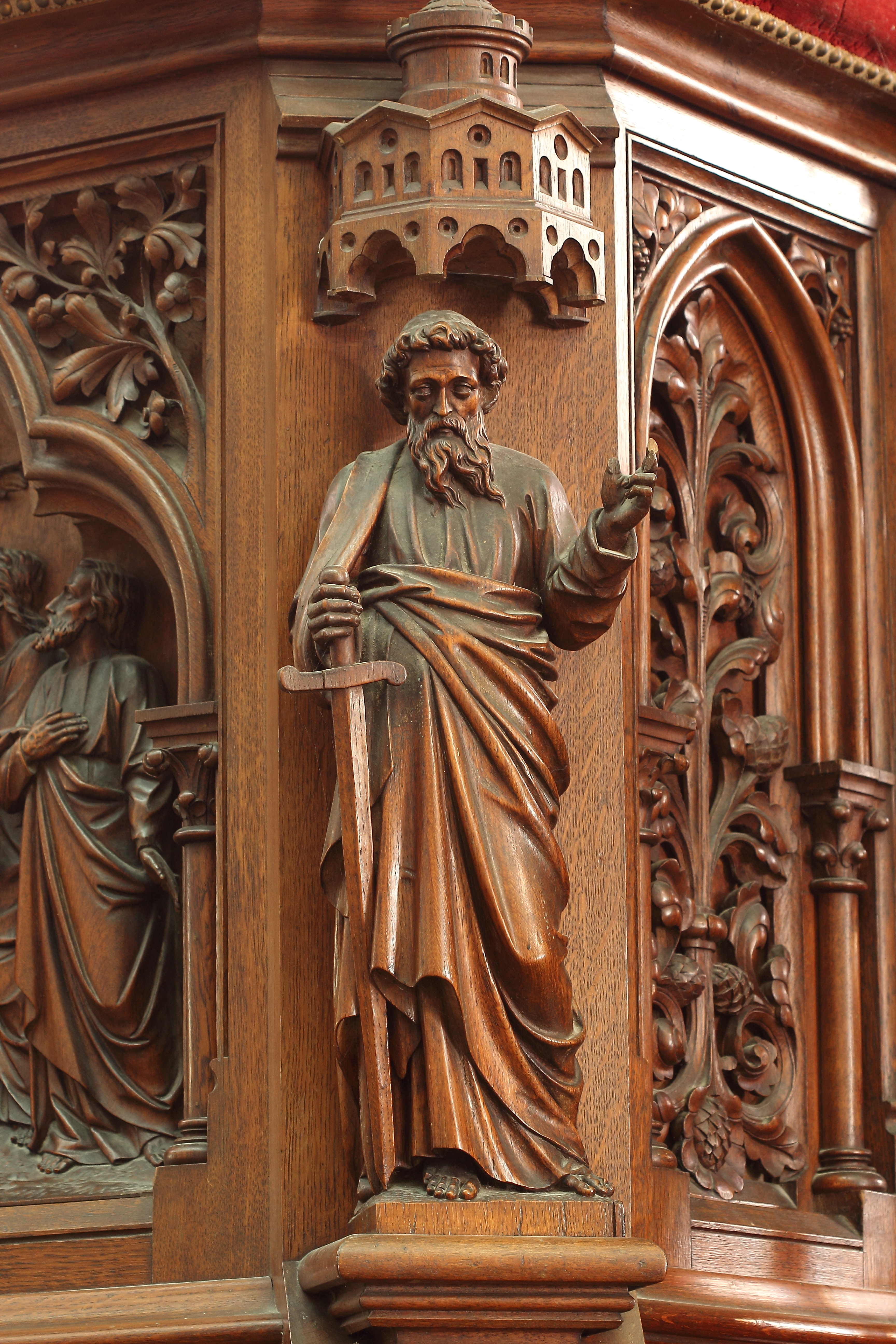
Paweł z Tarsu
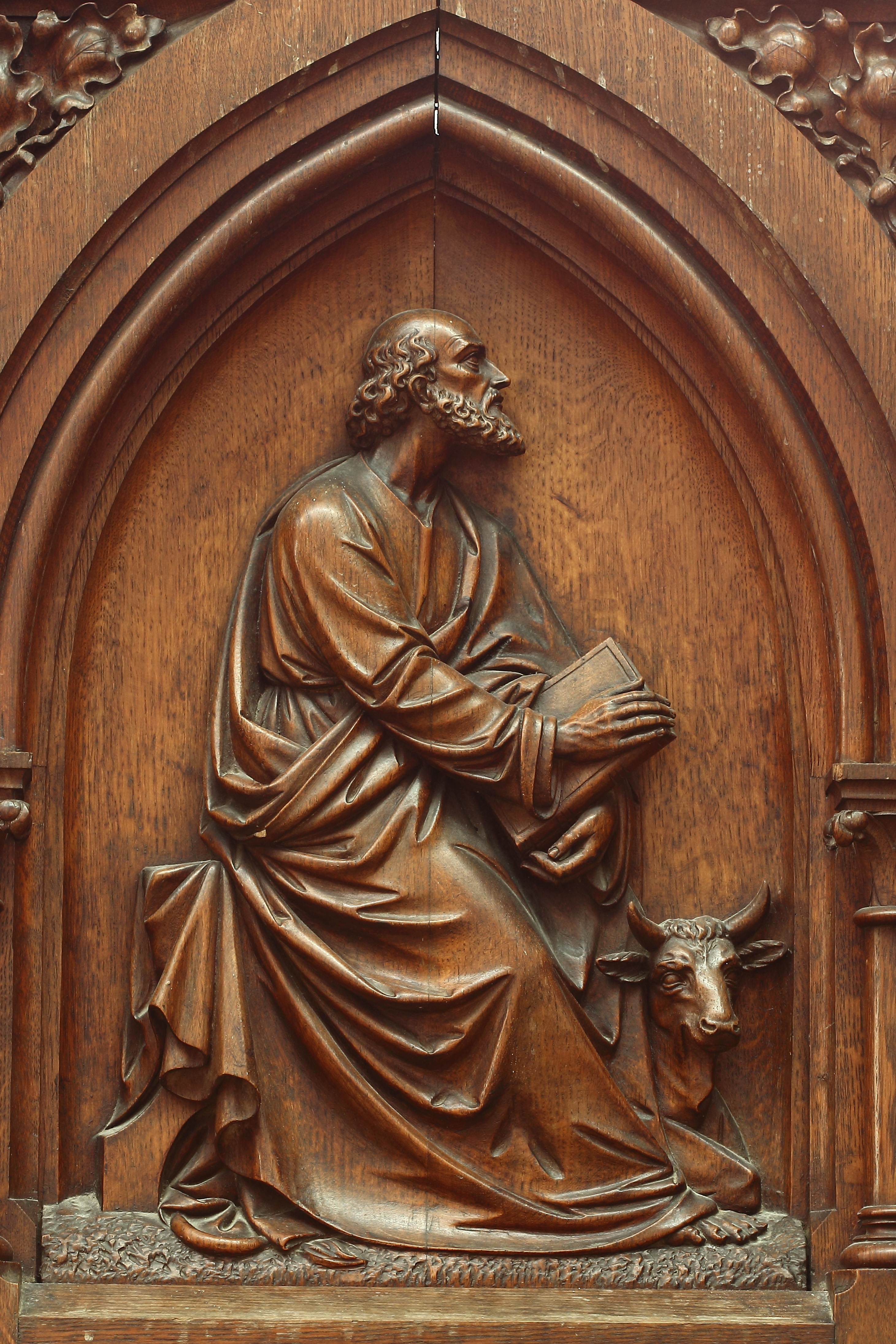
Łukasz Ewangelista
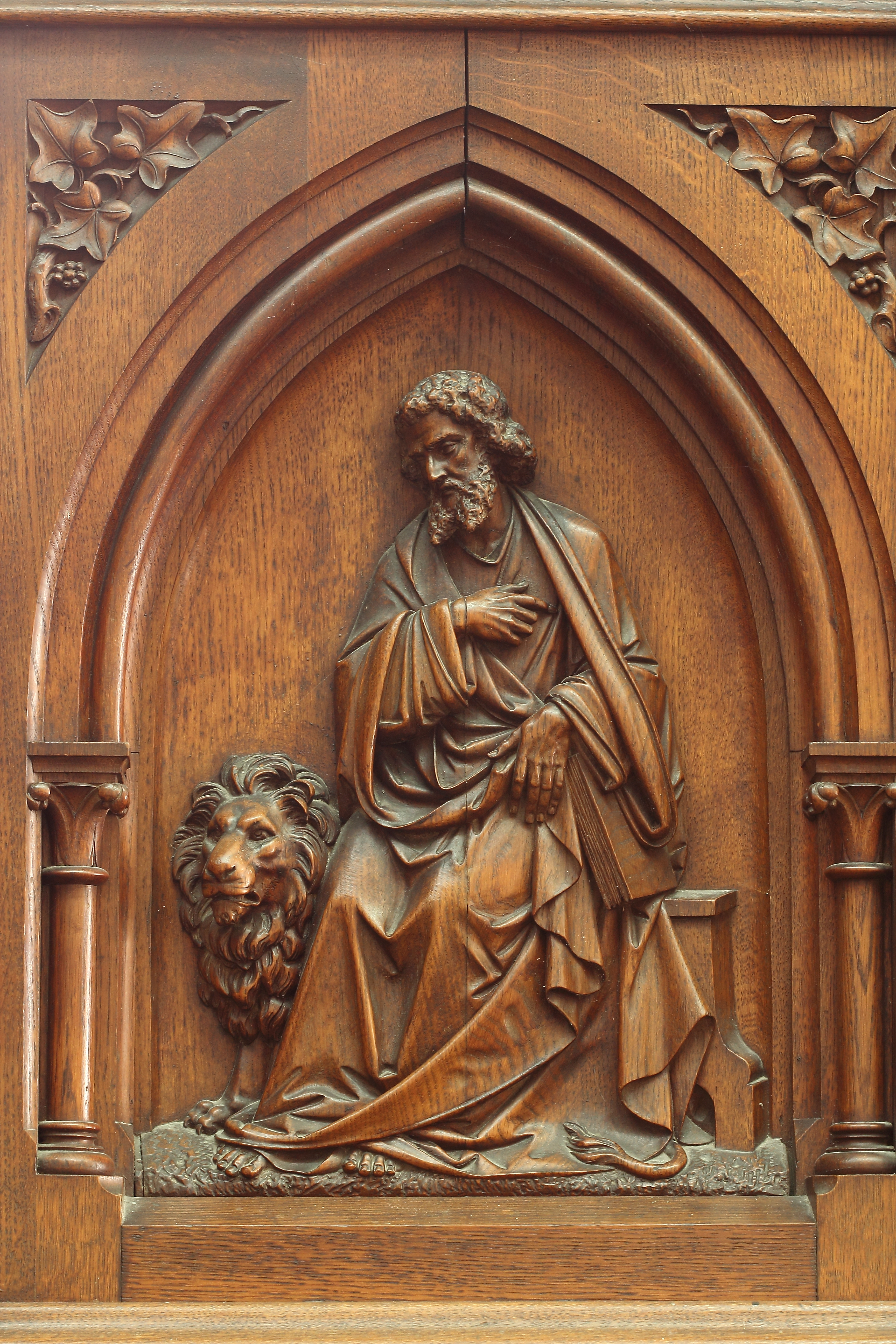
Marek Ewangelista

### Tablica pamiątkowa
Cztery tablice pamiątkowe upamiętniają: inicjatywę księdza Jacques-Marie Ducros, poświęcenie pierwszego kamienia budowli, poświęcenie figury Matki Bożej Dziecięcej 29 sierpnia 1869 oraz jej koronację w imieniu papieża Piusa XI 26 sierpnia 1923. 

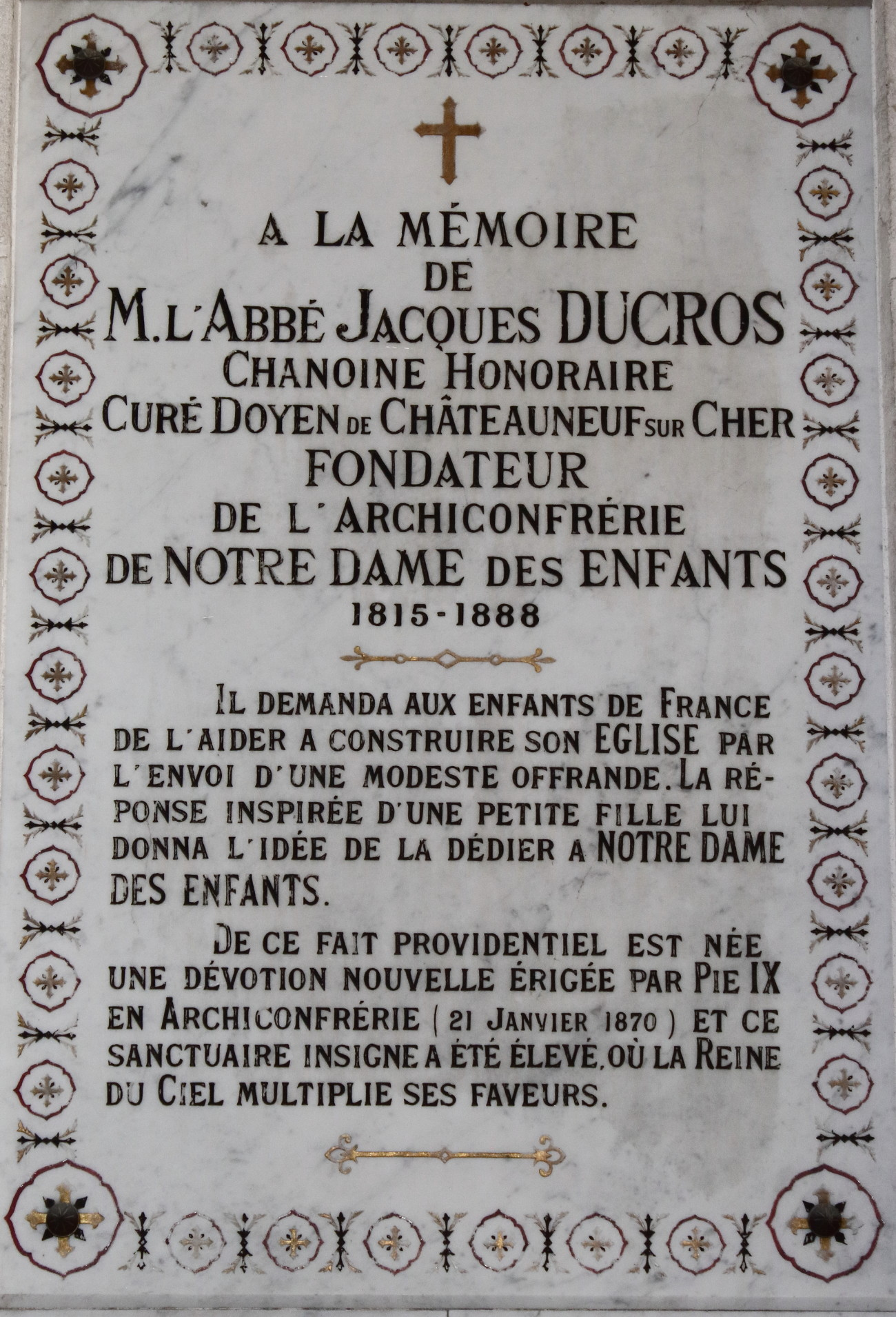
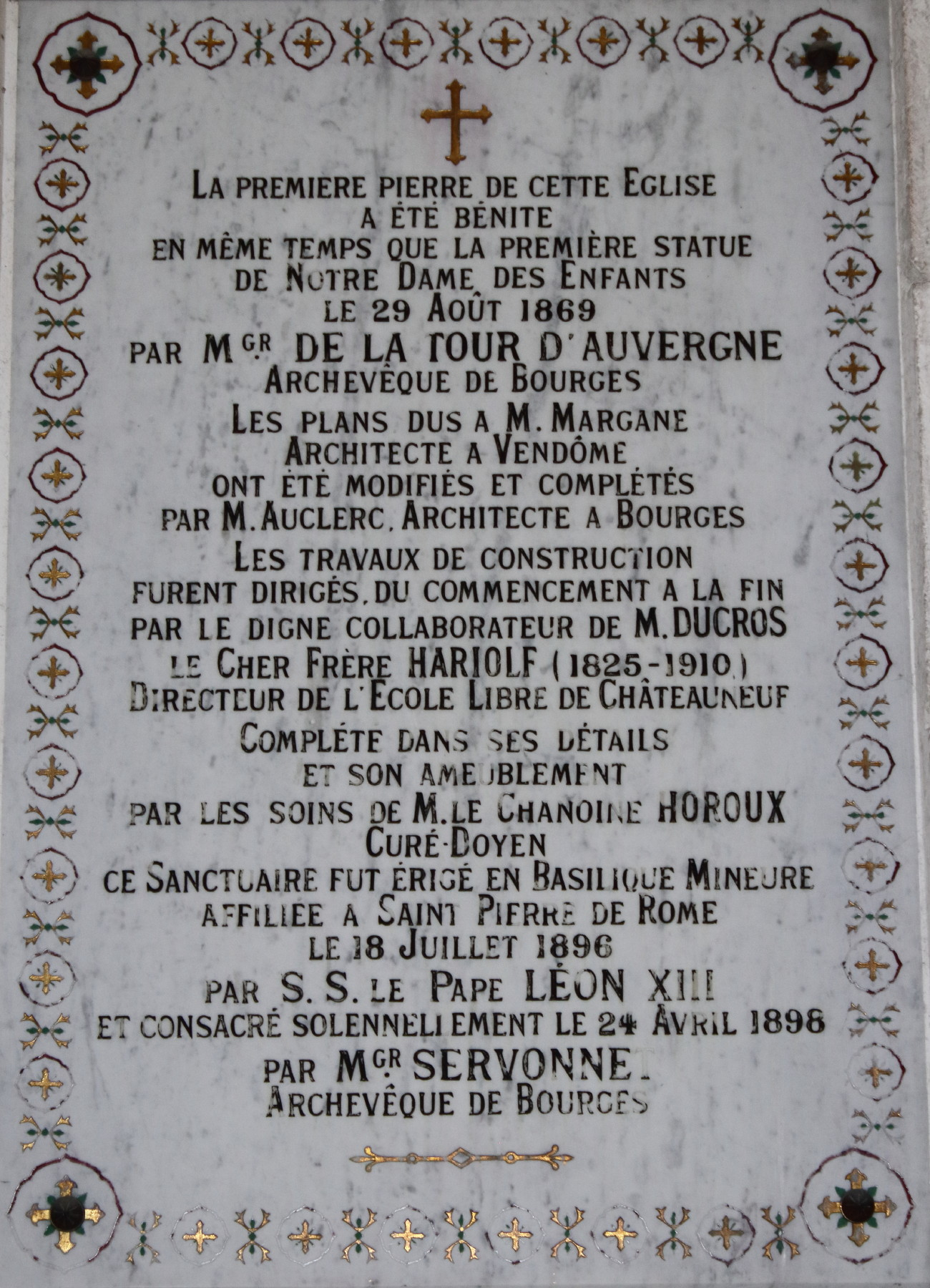
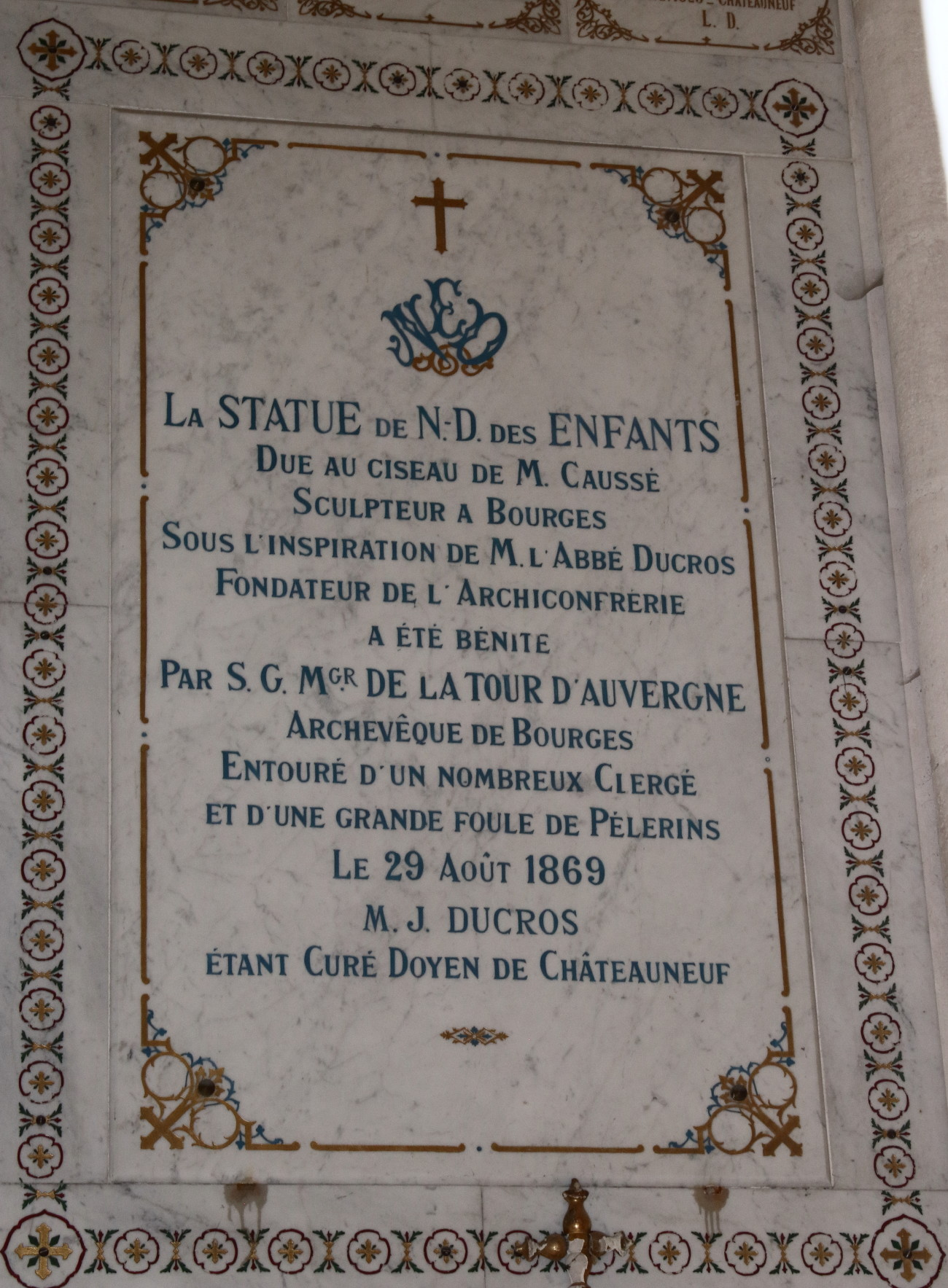
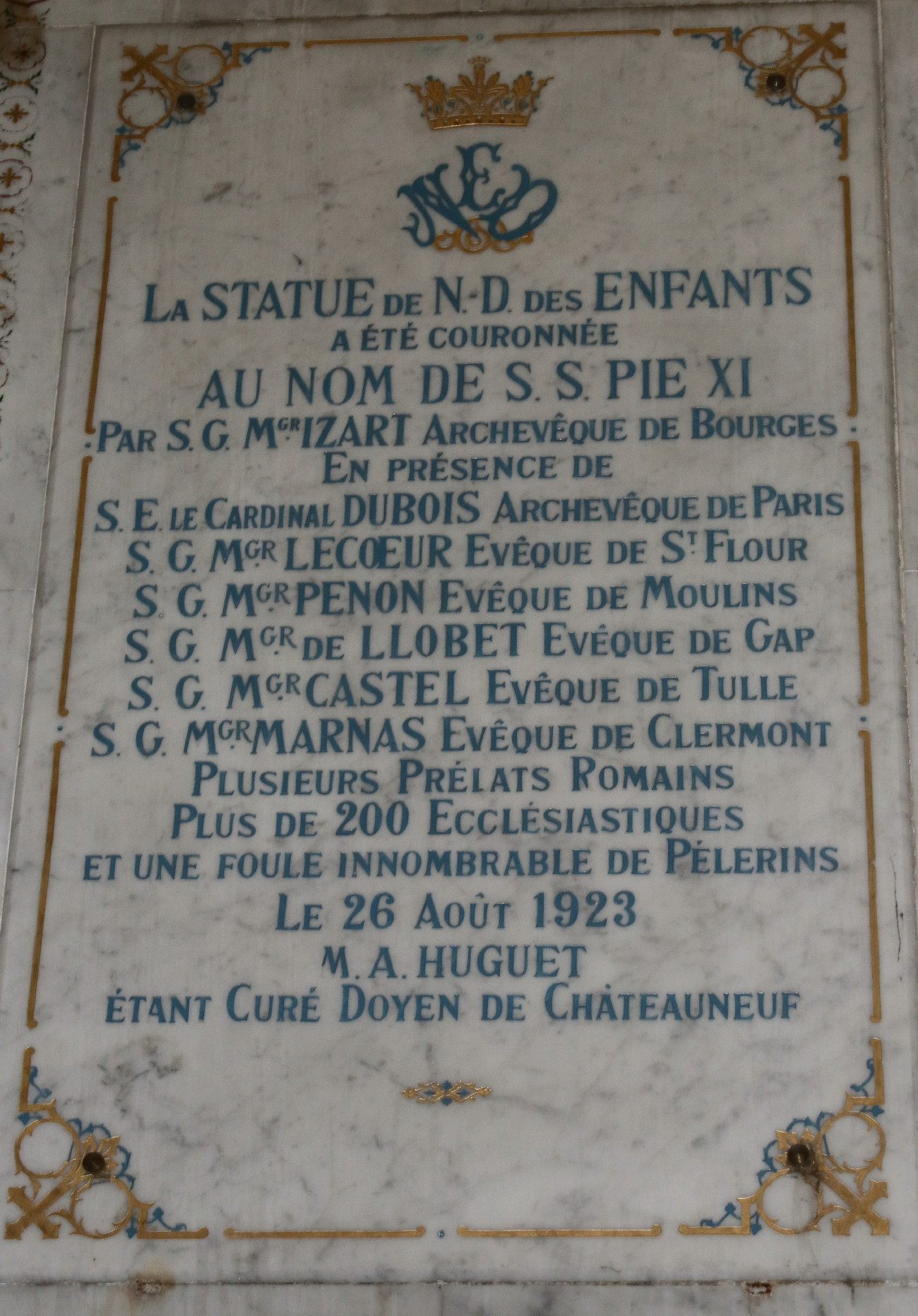

Dwa tysiące wotów dziękczynnych pokrywa ściany naw bocznych i kaplic. 

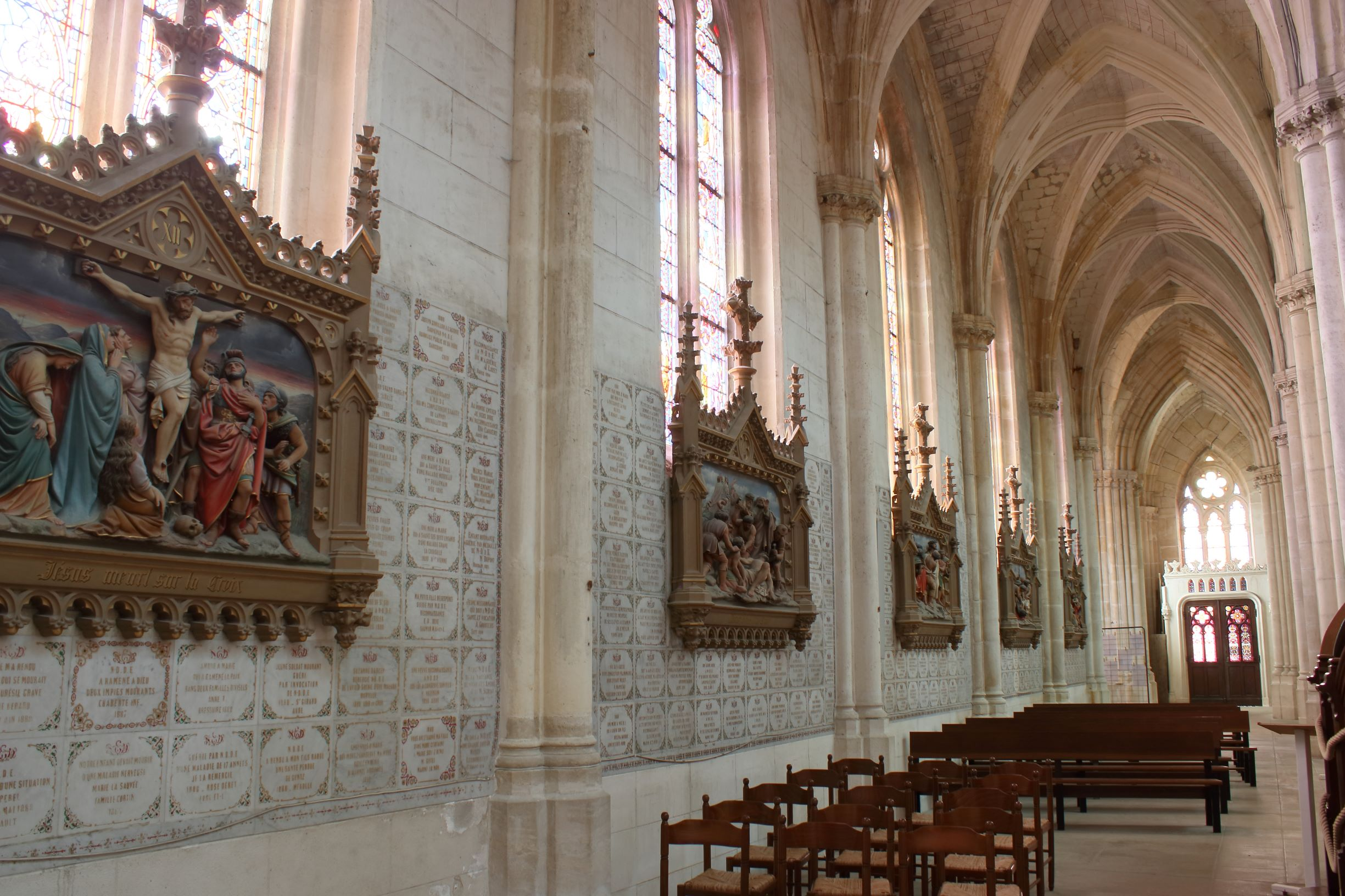
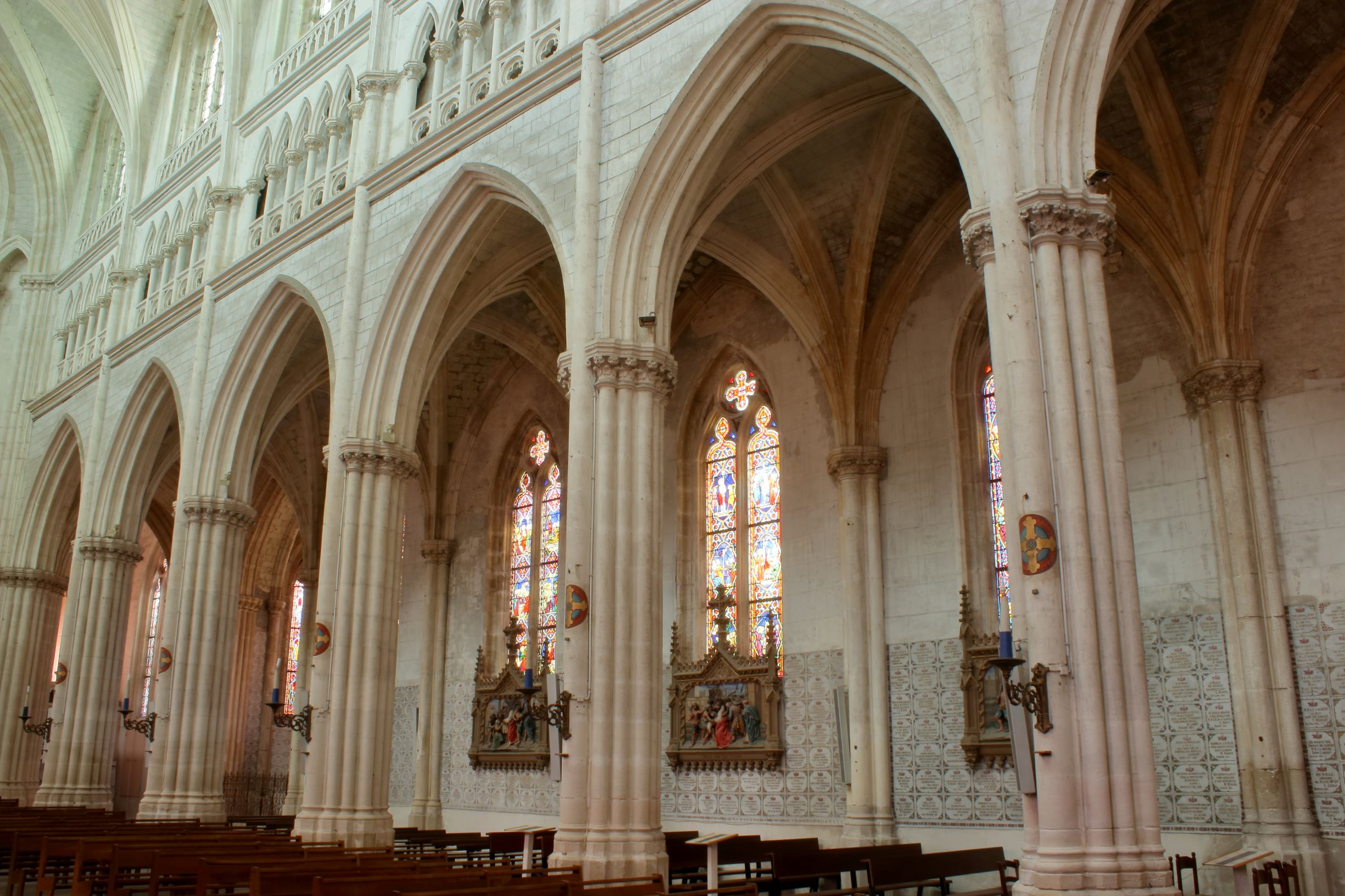
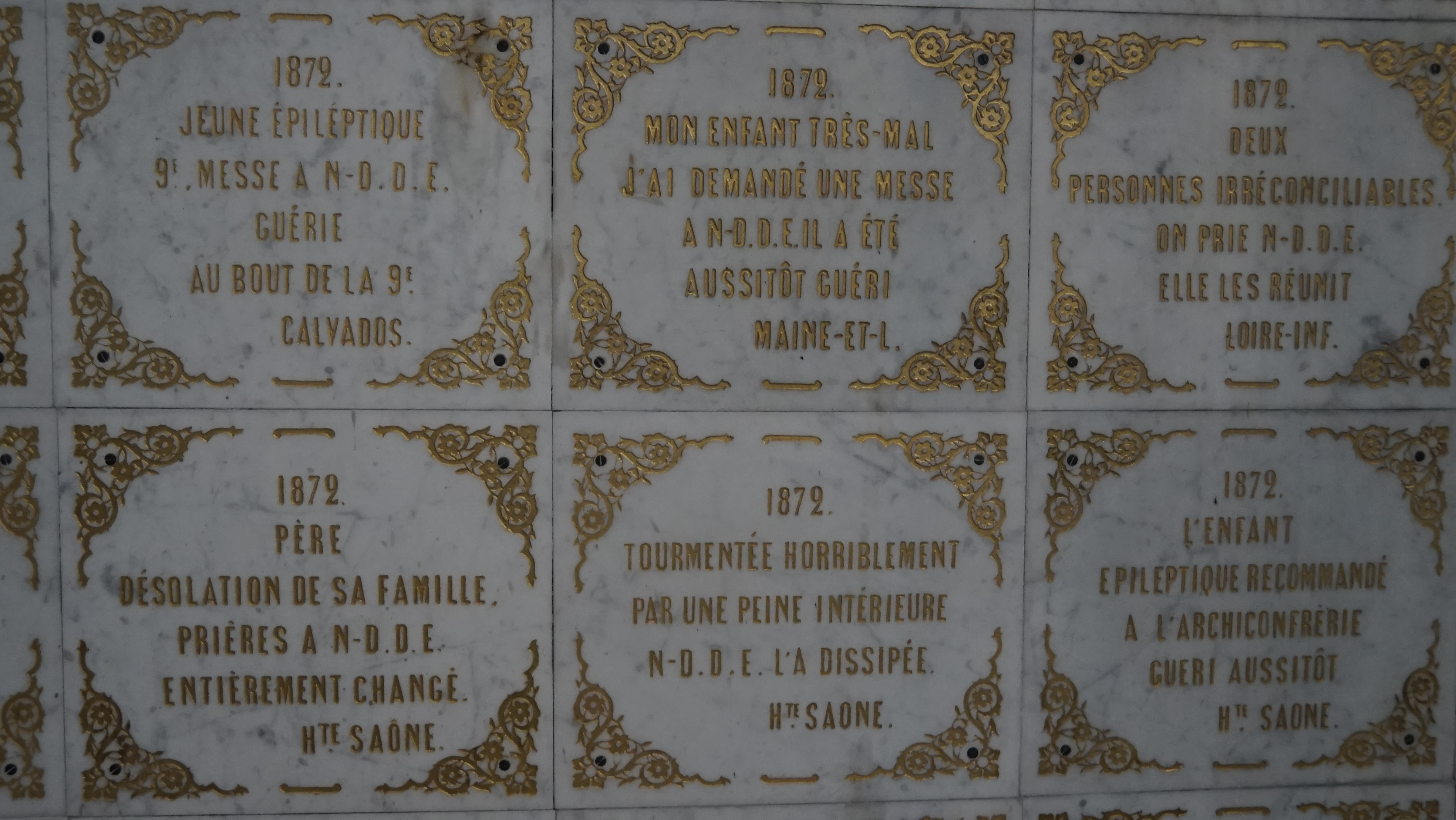